# Mathieu van der Poel
Pour les articles homonymes, voir van der Poel et Poulidor.

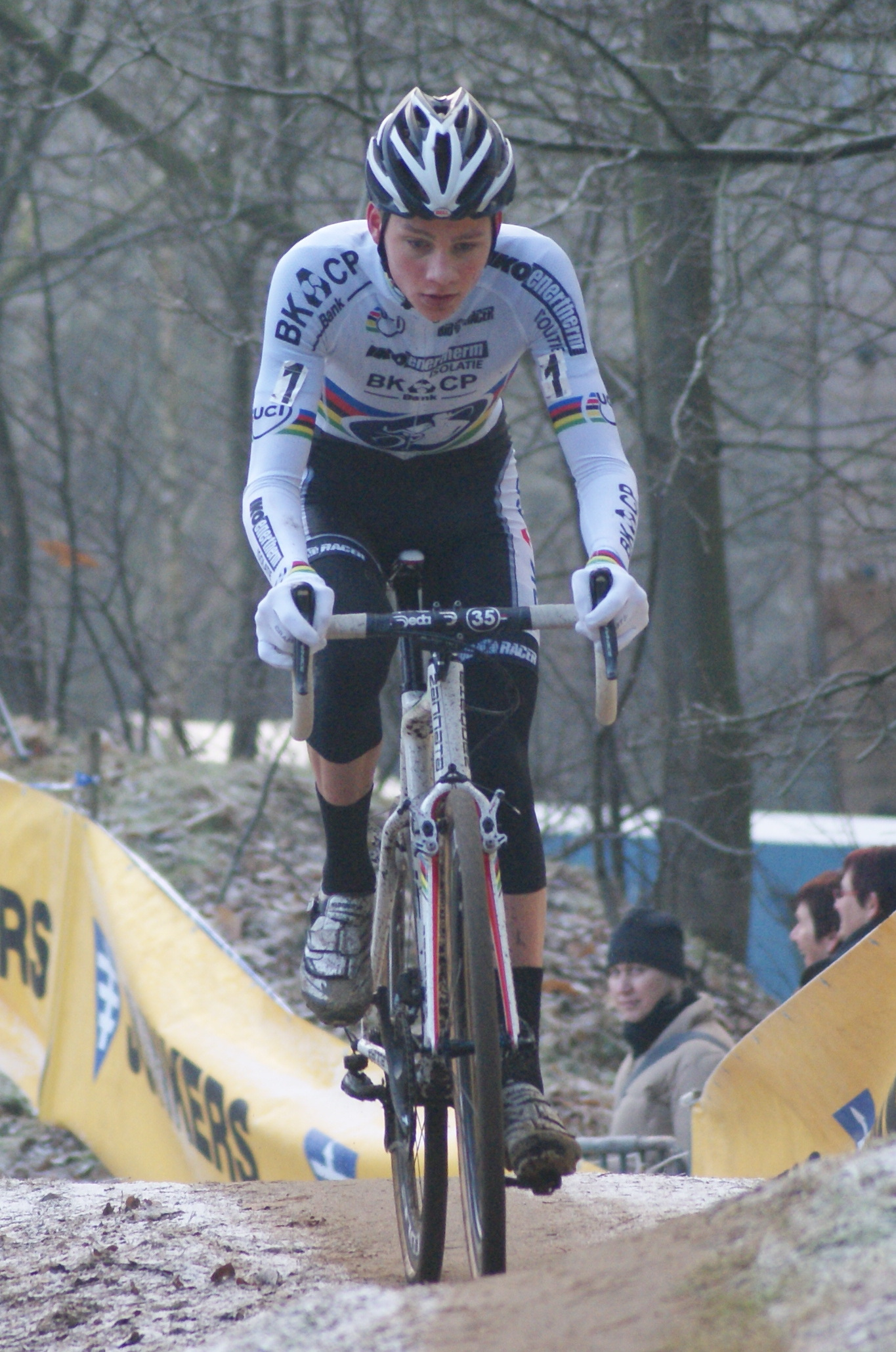
Mathieu van der Poel lors du Krawatencross 2013.

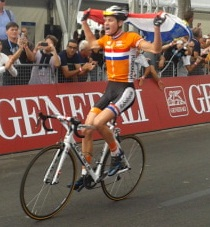
Champion du monde sur route juniors 2013

Mathieu van der Poel, né le 19 janvier 1995 à Kapellen en Belgique, est un coureur cycliste néerlandais qui pratique le cyclo-cross, le cyclisme sur route, le VTT cross-country et le gravel, au sein de l'équipe Alpecin-Deceuninck. Sa nationalité sportive est néerlandaise. Par sa mère, il possède aussi la nationalité française. 
Coureur polyvalent performant principalement sur les courses d'un jour, il est le premier coureur champion du monde dans trois disciplines cyclistes que sont le cyclo-cross, le cyclisme sur route et le gravel. Il est septuple champion du monde de cyclo-cross (2015, 2019, 2020, 2021, 2023, 2024 et 2025). Il est champion du monde sur route en 2023. Il remporte également le titre mondial en gravel en 2024.
Il est aussi triple champion d'Europe de cyclo-cross (2017, 2018 et 2019) et champion d'Europe de VTT cross-country 2019. En outre, il est sextuple champion des Pays-Bas de cyclo-cross, double champion des Pays-Bas sur route (2018 et 2020) et champion des Pays-Bas de VTT cross-country en 2018. Il est aussi vice-champion d'Europe sur route en 2018. 
Il a remporté huit Monuments du cyclisme sur route en s'adjugeant le Tour des Flandres 2020, 2022 et 2024, Paris-Roubaix 2023, 2024 et 2025 ainsi que Milan-San Remo 2023 et 2025.
Ses autres victoires les plus notables dans les classiques sont l'Amstel Gold Race 2019, les Strade Bianche 2021, l'E3 Saxo Bank Classic en 2024 et 2025 ainsi que À travers les Flandres en 2019 et 2022. Lors du Tour de France 2021, il remporte une étape et porte le maillot jaune pendant six jours.

## Biographie

### Famille
Mathieu van der Poel est né en Belgique d'un couple franco-néerlandais et fait partie d'une grande famille de cyclistes. En effet, il est le fils d'Adrie van der Poel et de Corinne Poulidor, fille de Raymond Poulidor. Coureur néerlandais, il dispose également de la nationalité française,. Il choisit de ne pas demander la nationalité belge que son lieu de naissance l'autorise à revendiquer.
Son père a été sextuple champion des Pays-Bas et champion du monde de cyclo-cross en 1996. Il a également remporté deux étapes sur le Tour de France et plusieurs classiques dont le Tour des Flandres 1986, Liège-Bastogne-Liège 1988 et l'Amstel Gold Race 1990, au cours de sa carrière.
Son grand-père maternel, Raymond Poulidor, a été un coureur cycliste français de 1960 à 1977 jouissant d'une très grande popularité, détenant le record du nombre de podiums du Tour de France (huit) et vainqueur notamment du Tour d'Espagne 1964.
Son frère aîné David est également spécialiste des épreuves de cyclo-cross. Il est notamment champion des Pays-Bas de cyclo-cross espoirs en 2013.

### Carrière junior
Dans son enfance, Mathieu van der Poel a commencé à jouer au football. Il a même réussi un test de sélection avec le club de Willem II Tilburg (200 postulants au départ pour neuf places à la fin) et a été régulièrement impliqué dans la sélection de la province d'Anvers. Plus tard, il a choisi le cyclisme.

#### Des débuts prometteurs (2009-2012)
Mathieu van der Poel suit les traces de son frère David et fait ses débuts en cyclo-cross au cours de la saison 2009-2010, en compétition dans la catégorie des cadets (15/16 ans). Il remporte plusieurs courses locales et termine deuxième du championnat national de la catégorie, avec quinze secondes de retard sur le champion Erik Kramer. Il participe à la saison 2010-11 où il gagne la plupart des courses qu'il dispute. Il participe également à des épreuves sur route durant l'été 2011 et il devient champion des Pays-Bas du contre-la-montre cadets.
L'hiver suivant, il passe dans les rangs juniors, où il domine ses adversaires de façon plus impressionnante que la saison précédente.
En cyclo-cross, il remporte toutes ses courses, à l'exception d'une course à Ruddervoorde, où il prend la troisième place derrière Wout van Aert et Quentin Jauregui. Outre le championnat des Pays-Bas de cyclo-cross juniors, il s'adjuge également ses premiers titres internationaux avec une marge importante, que ce soit le titre européen ou le titre mondial.

#### Premières victoires sur route et sans faute en cyclo-cross (2012-2013)
Au cours de la saison sur route 2012, van der Poel remporte sa première grande victoire, lors de la Ronde des vallées, où il termine également meilleur jeune. Par la suite, il termine sixième et meilleur jeune du Tour du Valromey. En fin de saison, il participe au championnat du monde sur route juniors, où il se classe neuvième et premier Néerlandais.
En cyclo-cross, il réalise un hiver parfait, où il ne connait pas la défaite. Lors de cette saison 2012-2013, il prend part à trente courses, qu'il remporte toutes. Après avoir défendu son titre européen au Royaume-Uni, il conserve son titre national à Hilvarenbeek. Le même jour, son frère David, remporte le titre chez les espoirs.

#### Double champion du monde juniors (2013)

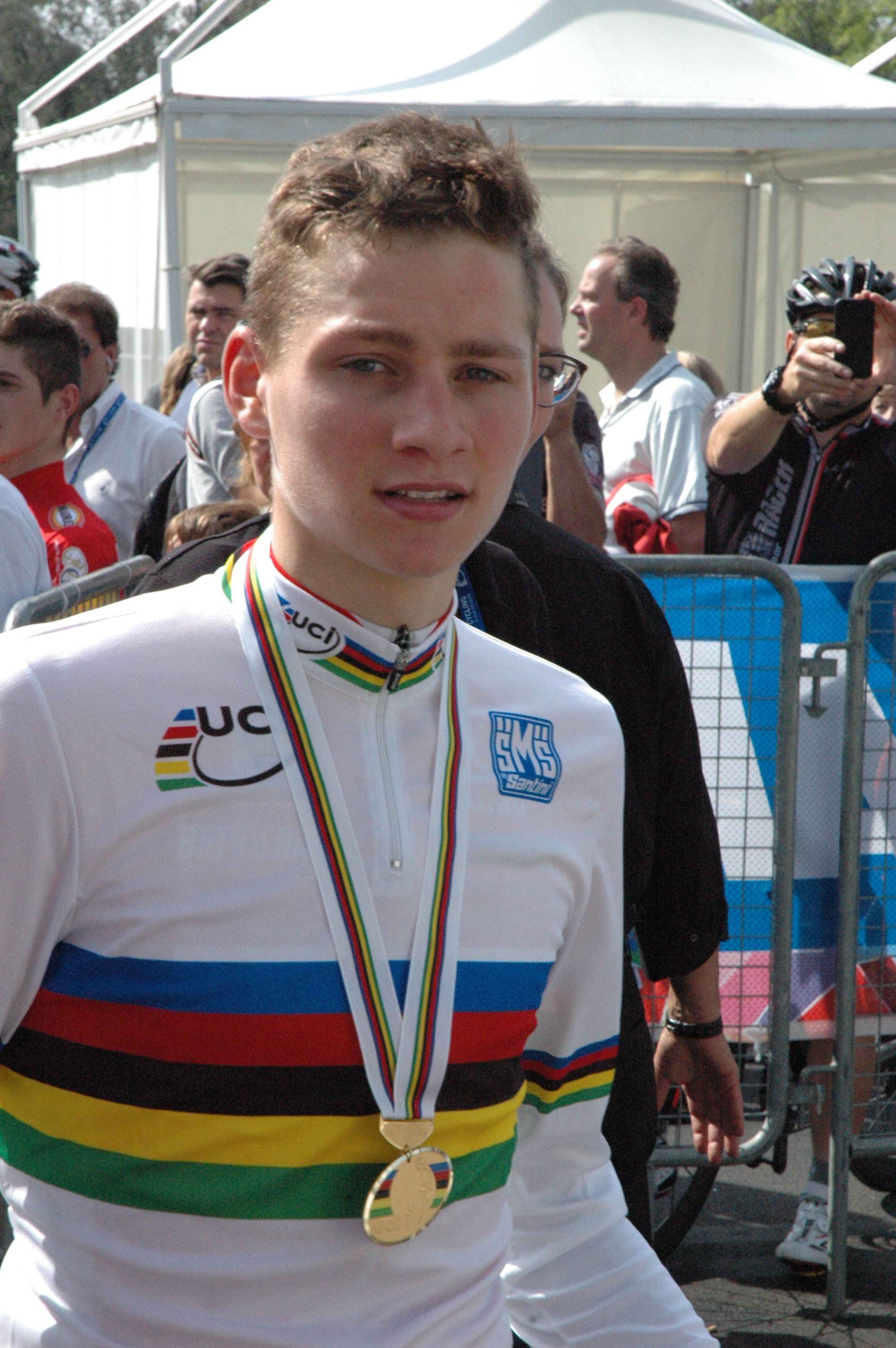
van der Poel aux championnats du monde de cyclisme sur route 2013.

Le mois suivant son titre néerlandais, van der Poel devient le premier cycliste à conserver son titre mondial dans la catégorie junior. Il s'impose à Louisville, dans le Kentucky, devant son coéquipier Martijn Budding. Lors de la saison sur route 2013, il prend part à plusieurs épreuves de la Coupe des Nations Juniors, avec la sélection néerlandaise. Lors la Course de la Paix juniors, il remporte la première étape en réglant au sprint un groupe de six coureurs. Il termine finalement troisième de l'épreuve, derrière le Danois Mads Pedersen et Logan Owen. Il remporte une étape du Grand Prix Général Patton qu'il finit à la deuxième place au classement général, avec cinq secondes de retard sur le Danois Christoffer Lisson,. Van der Poel s'adjuge également les classements par points et du meilleur grimpeur.
Au fil de la saison, il rajoute des victoires lors du Tour du Valromey (2 étapes et le classement général) devant le Français Élie Gesbert.
En juillet, il gagne les championnats des Pays-Bas sur route juniors. Au Trophée Centre Morbihan, il gagne le classement général après sa victoire initiale obtenue lors de la première étape. Dans la période précédant les championnats du monde, il domine ses adversaires lors du Grand Prix Rüebliland, où il s'adjuge trois des quatre étapes de la course. Il s'impose lors d'un sprint à trois coureurs à Bettwil, puis en solitaire le lendemain à Leutwil et pour finir, lors du contre-la-montre de 9 km à Hunzenschwil. Pedersen remporte le sprint massif de la dernière étape et se classe deuxième du général final à 46 secondes de Mathieu van der Poel.
Toutes ces victoires en font un des favoris pour les championnats du monde juniors, où il est le leader de l'équipe néerlandaise. En plus de participer à la course en ligne juniors, il prend part à la course contre-la-montre juniors. Il termine 50e sur les 84 coureurs engagés, à plus de deux minutes du nouveau champion du monde belge Igor Decraene. Lors de la course en ligne, il attaque dans le dernier tour et rejoint en tête de la course le Français Franck Bonnamour. Il réussit à le distancer dans la dernière ascension de la Via Salviati - à environ 5 km de l'arrivée - et termine en solitaire pour aller gagner la médaille d'or, devant Mads Pedersen et Iltjan Nika,.

### Carrière professionnelle

#### 2014-2018: records de précocité et premier titre mondial en cyclo-cross

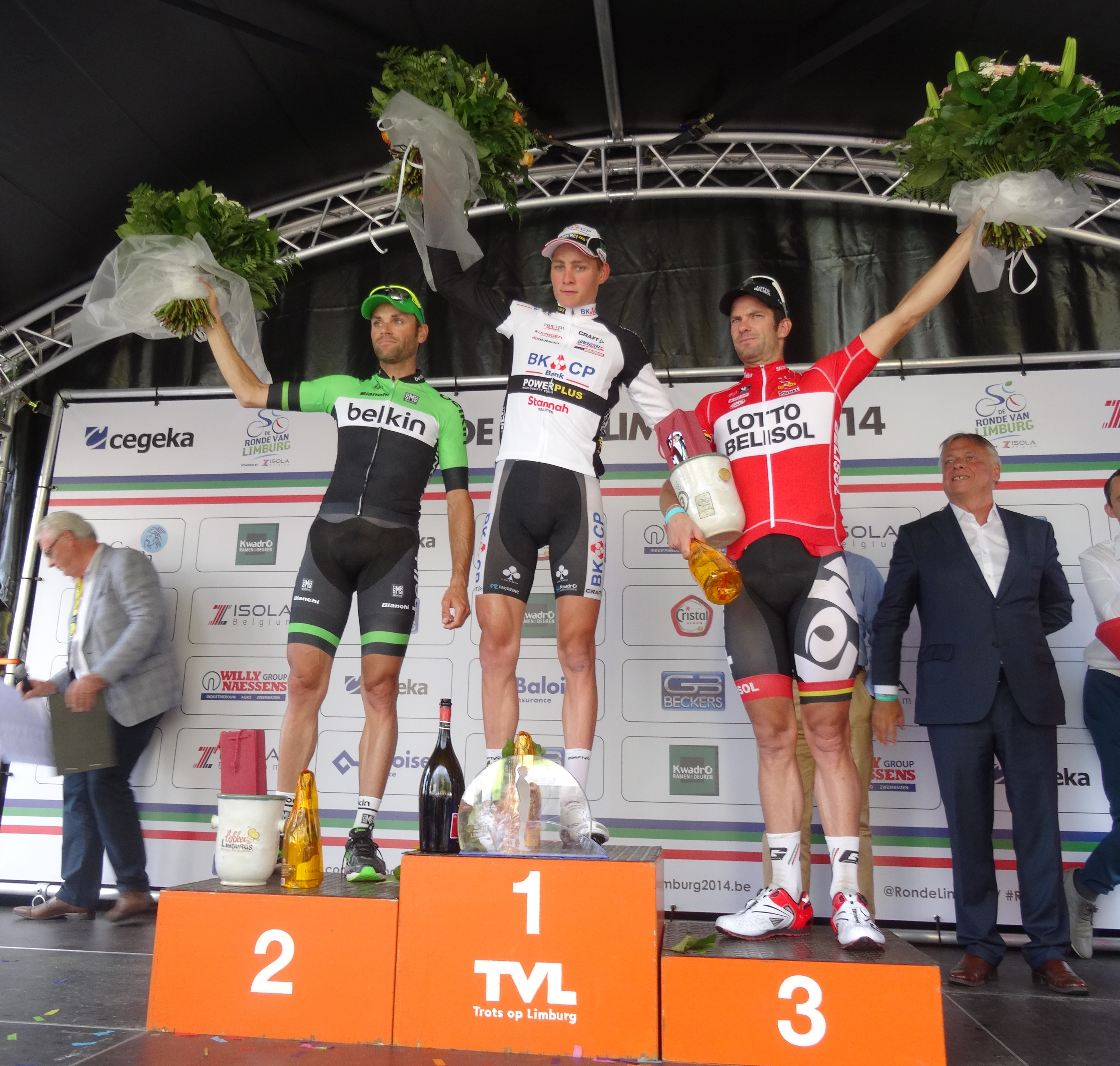
Podium du Tour du Limbourg 2014 : Paul Martens (2e), Mathieu van der Poel (1er) et Gregory Henderson (3e).

Mathieu van der Poel rejoint la catégorie espoirs (moins de 23 ans) lors de la saison de cyclo-cross 2013-14. Lors de sa première course dans la catégorie, il s'adjuge le GP Mario De Clercq - première manche du Trophée Banque Bpost espoirs - avec 12 secondes d'avance sur Gianni Vermeersch. Après avoir terminé troisième de sa première course de Coupe du monde espoirs, il remporte la deuxième manche de la saison à Tábor en République tchèque, en devançant Vermeersch de trois secondes. Van der Poel devient le premier coureur depuis Niels Albert en 2004, à remporter une victoire en Coupe du monde espoirs dès sa première année dans la catégorie. Il complète son palmarès en remportant le lendemain la première manche du Superprestige espoirs à Ruddervoorde avec une minute d'avance. Il gagne une médaille d'argent aux championnats d'Europe de cyclo-cross espoirs à Mladá Boleslav en République tchèque, à 23 secondes du vainqueur Michael Vanthourenhout.
Van der Poel devient professionnel avec l'équipe BKCP-Powerplus au début de la saison 2014. Il rejoint dans l'équipe son frère David, après avoir signé un contrat de quatre ans.
Avant de passer professionnel, Mathieu fait ses débuts en décembre 2013 avec les coureurs élites lors du Scheldecross d'Anvers ; il est en compétition aux côtés des professionnels, car il n'y a pas de course pour les moins de 23 ans. Il termine deuxième de la course, avec cinq secondes de retard sur son futur coéquipier Niels Albert, profitant des chutes de Philipp Walsleben et Rob Peeters dans les derniers tours. Il termine de nouveau deuxième derrière Albert, dix jours plus tard, lors du Grand Prix De Ster Sint-Niklaas, battu lors d'un sprint à deux. Il finit 2013 avec une quatrième victoire sur le Superprestige espoirs, à Diegem.
Après avoir terminé deuxième derrière Wout van Aert de sa première course de 2014 au Grand Prix Sven Nys, il gagne le classement général de la Coupe du monde espoirs avec sa quatrième victoire de la saison, au Mémorial Romano Scotti à Rome. Il obtient sa première victoire élites, lors du Boels Classic Internationale Cyclo-cross à Heerlen. Lors de sa première course sur route professionnelle, van der Poel termine septième dans le l'Omloop der Kempen. En juin, il remporte le Tour du Limbourg, sa première victoire professionnelle sur route. Durant l'été, il remporte une étape sur le Tour de la province de Liège et le Tour Alsace, puis il remporte le Baltic Chain Tour, sa première course par étapes. Fin septembre, alors qu'il vise la victoire un an après son titre chez les juniors, il doit se contenter de la dixième place du championnat du monde sur route espoirs, pour sa dernière course sur route de l'année.
Le 16 septembre 2014, dans le but de progresser, il décide pour la saison de cyclo-cross de s'aligner aux côtés des professionnels en Superprestige, et de participer avec les espoirs à la Coupe du monde et au Trophée Banque Bpost. Ce choix s'avère payant, puisqu'il s'impose d'entrée devant Lars van der Haar et Sven Nys lors du Cyclo-cross de Gieten, première manche du Superprestige. Lors du difficile GP Mario De Clercq, il prend la deuxième place derrière Sven Nys. Dans les semaines suivantes, il reste très constant et termine plusieurs fois sur le podium, en particulier lors des manches du Superprestige, où il conserve ses chances de victoire au général. Sa deuxième victoire survient à la mi-décembre, lors du Scheldecross. Une semaine plus tard, il est de nouveau le meilleur lors du Grand Prix De Ster. En 2015, malgré son jeune âge (19 ans), il est autorisé à courir le championnat des Pays-Bas de cyclo-cross chez les pros. Il remporte la course devant son frère David et le champion sortant Lars van der Haar. Il est également autorisé à courir le championnat du monde avec les élites et non pas avec les moins de 23 ans. À une semaine des mondiaux 2015, il décroche à Hoogerheide sa première victoire lors d'une manche de Coupe du monde de cyclo-cross élites. Lors des mondiaux, il mène la course de bout en bout et s'adjuge le titre élites à seulement 20 ans et 14 jours, devenant ainsi le plus jeune champion du monde de l'histoire du cyclo-cross, dix-neuf ans après son père Adrie van der Poel. Une semaine après, il remporte la dernière manche du Trophée Banque Bpost. Il s'adjuge ensuite le classement général du Superprestige, son premier challenge, avec un point d'avance sur Kevin Pauwels.
Lors de la saison sur route 2015, van der Poel se signale avec une sixième place au classement final du Tour de Belgique et une victoire d'étape sur le Tour de Liège. Durant l'été de 2015, il chute au cours de la quatrième étape du Tour de l'Avenir et se blesse au genou. Il est censé faire son retour lors du CrossVegas, mais la blessure s'avère plus mauvaise que prévu, et van der Poel doit se faire opérer.
Finalement, il fait son retour à la compétition fin novembre, avec une troisième place lors du Duinencross. Deux semaines plus tard, il obtient à Overijse sa première victoire de la saison. Un mois plus tard, il remporte pour la deuxième fois d'affilée son championnat national. En préparation pour le mondial, il cumule des victoires à Namur, Zolder et Diegem. Lors du championnat du monde 2016, il se classe à la cinquième place, 47 secondes derrière le vainqueur Wout van Aert.
Après cette décevante cinquième place, van der Poel annonce son intention de participer à l'épreuve de VTT des Jeux olympiques de 2016 à Rio. Il réalise de bonnes performances lors de la Coupe de Chypre, battant notamment le champion olympique en titre Jaroslav Kulhavý. Après un certain nombre de courses de VTT avec des résultats variables, il échoue finalement à se qualifier pour les Jeux olympiques.
Au cours de l'été 2016, il est opéré des deux genoux. Pour cette raison, il manque les premiers cyclo-cross de la saison de cyclo-cross 2016-2017. Cette saison est marquée par son duel avec Wout van Aert. En octobre, il dispute son premier cyclo-cross de la saison à Gieten, où il s'impose après un duel avec van Aert. Après cela, il gagne également à Meulebeke, Zonhoven et Fauquemont-sur-Gueule, avant de remporter l'argent au championnat d'Europe, remporté par Toon Aerts. En novembre, van der Poel remporte sa quatrième manche consécutive du Superprestige à Asper-Gavere. À la fin du mois de décembre, il chute lourdement lors du Azencross à Loenhout.
Après une semaine de repos, il s'adjuge son troisième titre national consécutif. Trois semaines plus tard, il doit se contenter de la médaille d’argent au championnat du monde au Luxembourg, après quatre crevaisons. Wout van Aert, remporte le titre mondial. En février 2017, van der Poel remporte sa vingtième victoire de la saison lors du Superprestige à Middelkerke. Grâce à cette victoire, il gagne également le classement final du Superprestige pour la deuxième fois, avec sept victoires en huit manches.
En 2017, sur route, il obtient une victoire lors de la deuxième étape du Tour de Belgique. Il s'impose au sprint dans un groupe, devant le champion de Belgique Philippe Gilbert et son rival Wout van Aert. Une semaine plus tard, il remporte deux étapes et le classement final des Boucles de la Mayenne. Au mois d'août il gagne À travers le Hageland en Belgique. Actif également en VTT, il obtient son premier podium en Coupe du monde le 28 mai à Albstadt, derrière Nino Schurter. À la fin du mois de juin, il est quatrième du championnats du monde de VTT marathon.
La saison de cyclo-cross 2017-2018 est celle de tous les succès : en plus des classements généraux de la Coupe de monde, du Superprestige et du Trophée des AP Assurances, il remporte 32 victoires, battant le record de Sven Nys. Il termine 38 fois sur le podium et se classe dans chacun de ses 39 cyclo-cross dans les quatre premiers. Il est également champion d'Europe et des Pays-Bas. Il doit se contenter de la médaille de bronze au championnat du monde à Valkenburg aux Pays-Bas. Wout van Aert est pour la troisième fois consécutive champion du monde. Néanmoins, en raison de sa domination pendant le reste de la saison, van der Poel clôt la saison en tête du classement UCI.

#### 2018-2019: des résultats tout-terrain et deuxième titre mondial en cyclo-cross

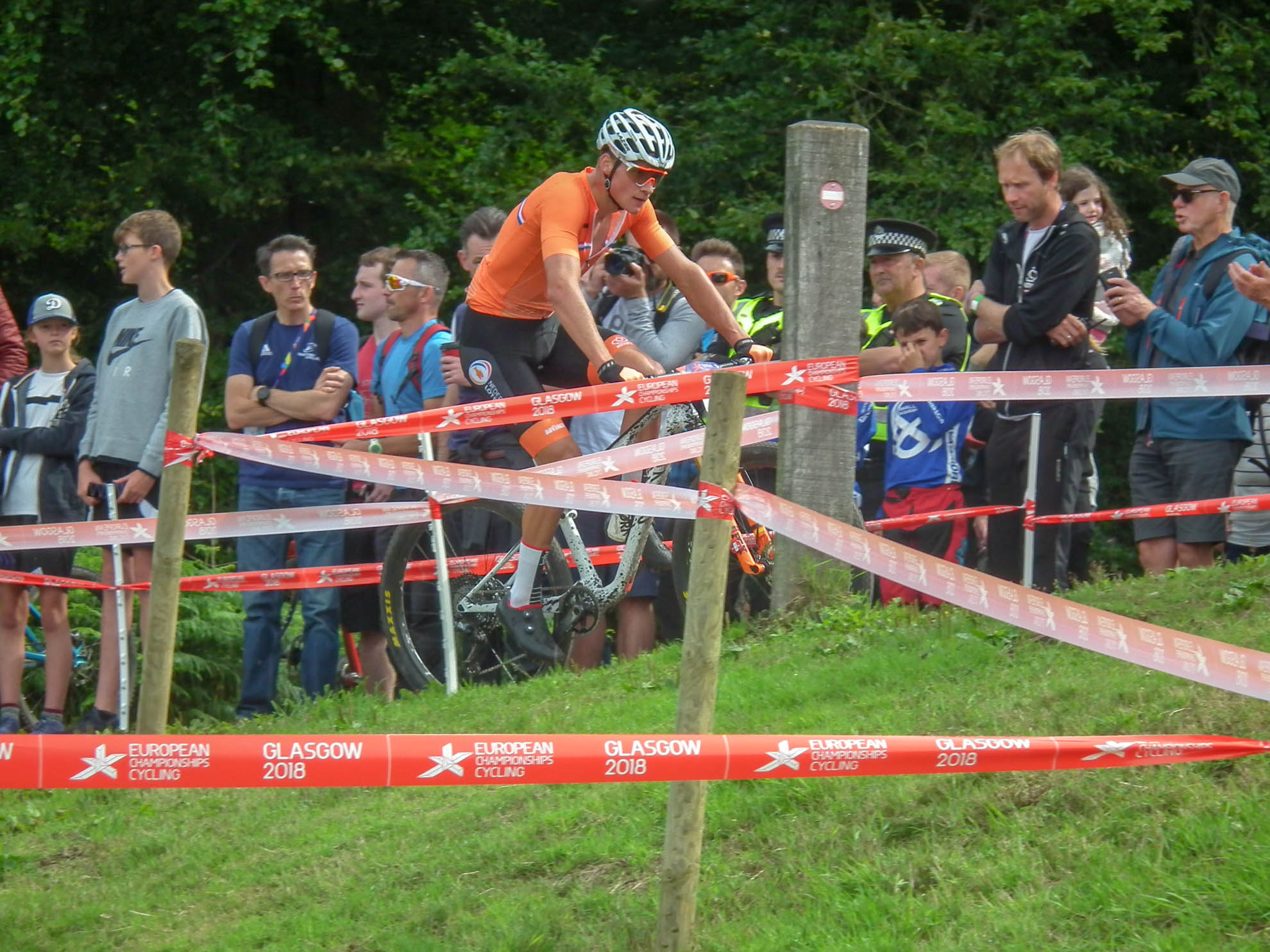
Mathieu van der Poel aux championnats d'Europe de VTT 2018

En 2018, il participe à plusieurs courses sur route à partir de juin. Il s'impose d'entrée sur la première étape des Boucles de la Mayenne et gagne le général comme l'année précédente. Une semaine plus tard, il remporte pour la deuxième fois le Tour du Limbourg en battant au sprint Nacer Bouhanni. Début juillet, il devance Danny van Poppel et le champion en titre Ramon Sinkeldam pour devenir champion des Pays-Bas sur route. En août, il termine deuxième du championnat d'Europe sur route à Glasgow, après avoir été battu au sprint par l'Italien Matteo Trentin, Wout van Aert terminant troisième. Au total, il compte six victoires en treize jours de course. En VTT, il poursuit sa progression. Il monte sur le podium à trois reprises d'une manche de Coupe du monde de VTT et termine deuxième du classement final, notamment grâce à ses victoires sur les courses short-track, une nouveauté ajoutée en début de saison. À la fin du mois de juillet, il devient champion des Pays-Bas de cross-country VTT à Apeldoorn. Grâce à cette victoire, il est le premier cycliste néerlandais à conquérir trois titres nationaux la même année et il détient simultanément les titres de champion des Pays-Bas de cyclisme sur route, de VTT et de cyclo-cross. En août, il abandonne lors du championnat d'Europe de VTT cross-country dont il était l'un des grands favoris. En septembre, il remporte la médaille de bronze au championnat du monde de la spécialité. Le cyclo-cross de Gullegem lui donne l'occasion de remporter sa 100e course, la 22e de la saison. Il réalise une saison de cyclo-cross quasi parfaite, avec en point d'orgue son deuxième titre mondial obtenu le 3 février en solitaire devant son rival Wout van Aert. Il totalise à ce moment de la saison 27 succès en 29 courses, dont 21 d'affilée. En plus d'être champion du monde, il est également champion d'Europe et des Pays-Bas et lauréat du Trophée des AP Assurances et du Superprestige. Il termine sa saison de cyclo-cross par le grand-chelem en Superprestige et obtient un total de 32 victoires sur la saison en trente-quatre participations.

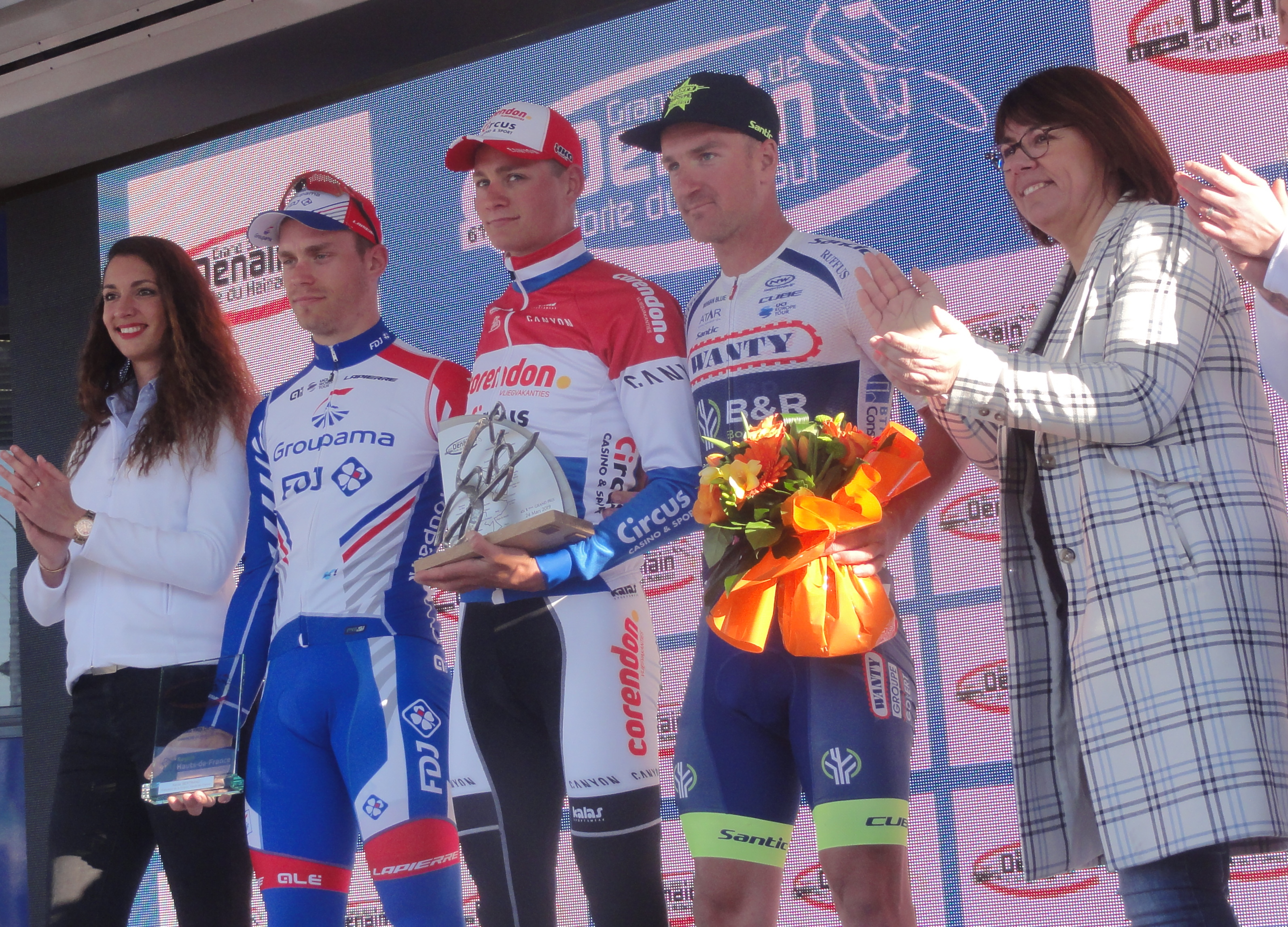
Podium de l'édition 2019 du Grand Prix de Denain : Marc Sarreau (2e), Mathieu van der Poel (1er) et Timothy Dupont (3e).

Sur route, il gagne dès sa reprise fin février la 1re étape du Tour d'Antalya. Un mois plus tard, il est victime d'une lourde chute lors de la Nokere Koerse, mais remporte en solitaire quatre jours plus tard le Grand Prix de Denain, en résistant au peloton. Une semaine plus tard, il participe à Gand-Wevelgem, sa première course World Tour. Il fait partie du groupe de favoris qui joue la victoire au sprint, mais doit se contenter de la quatrième place,. Il gagne ensuite au sprint au sein d'un groupe de cinq coureurs, la semi-classique À travers les Flandres, sa première victoire sur le World Tour. Il s'impose après avoir attaqué dans la première montée du mont de l'Enclus, à 70 kilomètres de l'arrivée. En avril, il remporte la Flèche brabançonne, 34 ans après son père, devant le numéro un mondial Julian Alaphilippe et le tenant du titre Tim Wellens. Il récidive à l'occasion de l'Amstel Gold Race en s'offrant une victoire inespérée à la suite du retour de son groupe face au duo Julian Alaphilippe et Jakob Fuglsang dans le dernier kilomètre de la course. Alors qu'il vise le titre olympique en 2020 en VTT, il devient champion d'Europe de la spécialité, puis gagne trois manches de la Coupe du monde de VTT et termine deuxième du général derrière le champion olympique Nino Schurter. Fin septembre, il fait l'impasse sur les mondiaux de VTT pour se concentrer sur les mondiaux sur route. Grand favori de la course disputée dans des conditions très difficiles, il passe à l'attaque à 33 kilomètres de l'arrivée. Alors qu'il figure dans le groupe de cinq qui va se disputer la victoire, il est brusquement lâché, à 12 kilomètres de l'arrivée. Après la course, il déclare : « Ça s'est arrêté d'un coup, je n'ai pas d'explication ». Le 14 décembre, lors du GP Mario De Clercq et alors qu'il est sur une série de 35 victoires consécutives en cyclo-cross, il est battu pour la première fois depuis plus de 400 jours. Dès le lendemain, il renoue avec le succès en remportant le Druivencross. Il est élu sportif néerlandais de l'année 2019.

#### 2020-2021: victoire sur le Tour des Flandres et titres mondiaux en cyclo-cross
Début février 2020, il devient pour la troisième fois champion du monde de cyclo-cross, après une course en solitaire. Fin août, il se classe quatrième de la course en ligne des championnats d'Europe disputés à Plouay dans le Morbihan. Il renonce à participer à la course en ligne des championnats du monde, considérant le parcours comme étant « trop dur » et privilégiant les classiques flandriennes. En octobre il remporte la seizième édition du BinckBank Tour, puis le Tour des Flandres, au terme d'un sprint devant Wout van Aert. Il succède là aussi à son père Adrie van der Poel qui avait gagné cette course en 1986.
Le 31 janvier 2021 à Ostende, Mathieu van der Poel gagne son quatrième titre de champion du monde de cyclo-cross, devant Wout van Aert qu'il a nettement dominé. Il commence sa saison sur route sur l'UAE Tour, dont il remporte la première étape, mais son équipe se voit contrainte de quitter la course, pour des raisons sanitaires. Il s'impose quelques semaines plus tard, le 6 mars, sur les Strade Bianche, devant le champion du monde en titre Julian Alaphilippe et Egan Bernal, au terme d'une course mouvementée. Il remporte également deux étapes sur Tirreno-Adriatico, dont une à l'issue d'une attaque en solitaire à 52 kilomètres de l'arrivée. Le 4 avril, il passe tout près d'une deuxième victoire consécutive sur le Tour des Flandres mais est battu au sprint par le Danois Kasper Asgreen, et doit se contenter de la deuxième place.
Le 26 juin 2021, il prend part à son premier Tour de France à 26 ans, soit le même âge que pour son grand-père Raymond Poulidor. Lors de la première étape, van der Poel et ses coéquipiers portent un maillot spécial aux couleurs de l'équipe Mercier pour rendre hommage à Poulidor. Dès le lendemain, il se distingue en arrivant en solitaire à Mûr-de-Bretagne, endossant son premier maillot jaune. Le Néerlandais conserve la tunique de leader de l'épreuve durant six jours, réalisant pour cela une excellente performance lors du contre-la-montre de 27,2 km entre Changé et Laval. Il cède le maillot jaune au Slovène Tadej Pogačar lors de la première étape alpine et ne prend pas le départ le lendemain, afin de préparer au mieux l'épreuve de VTT des JO de Tokyo prévue pour le 26 juillet. Mais lors de cette épreuve olympique, il chute et doit abandonner.
Insuffisamment remis des douleurs dorsales contractées début mai en ouverture de la coupe du monde de cross-country à Albstadt (Allemagne) et préférant se préserver pour la fin de saison sur route, il renonce finalement le 22 août à participer aux championnats du monde de cross-country, qui se tiennent la semaine suivante à Val di Sole (Italie). De retour sur route, il gagne en septembre l'Antwerp Port Epic, puis se classe huitième des mondiaux en Belgique. Le 3 octobre, il participe pour la première fois à la classique Paris-Roubaix reprogrammée en automne. L'épreuve se court dans des conditions difficiles sur des secteurs pavés rendus boueux et glissants. Cité parmi les favoris, il répond aux attentes en ne ménageant pas ses efforts mais il est battu dans un sprint à trois par Sonny Colbrelli et Florian Vermeersch. Après cette course, il doit décaler sa reprise en cyclo-cross au 26 décembre, en raison d'une blessure au genou, survenue après une chute à l'entrainement. Lors de celle-ci, à court de forme, il se classe deuxième, à 49 secondes de van Aert. Le lendemain, il abandonne le cyclo-cross à Heusden-Zolder, puis décide d'arrêter sa saison de cyclo-cross en raison d'un pincement d'un disque intervertébral, ce qui entraine son forfait pour le championnat du monde de cyclo-cross.

#### 2022: deuxième victoire sur le Tour des Flandres
Sa préparation pour la saison 2022 est perturbée par ses douleurs au dos et une intervention chirurgicale à un genou. Alors qu'il devait faire sa rentrée sur route la semaine suivante, il fait part de sa participation à Milan-San Remo peu de temps avant le départ le 19 mars 2022. Il rivalise avec les meilleurs et termine à la troisième place derrière Matej Mohorič et Anthony Turgis. Ensuite, il reste en Italie en disputant la Semaine internationale Coppi et Bartali où il remporte au sprint la quatrième étape le 25 mars. Cinq jours plus tard, il gagne à Waregem la course World Tour À travers les Flandres en faisant partie d'un groupe de huit attaquants puis s'échappant à deux avec Tiesj Benoot. Le 3 avril, il est le seul à pouvoir suivre Tadej Pogačar lors de la dernière ascension du Vieux Quaremont et se retrouve en tête avec le Slovène. Temporisant après le passage sous la flamme rouge, il remporte son deuxième Tour des Flandres malgré le retour in extremis des poursuivants.
Le 6 mai, il gagne la première étape du tour d'Italie et endosse son premier maillot rose qu'il perd à l'issue de la quatrième étape, au profit de Juan Pedro López. Le 14 septembre, il s'impose à la citadelle de Namur lors du Grand Prix de Wallonie.
La veille de la course en ligne des championnats du monde, Mathieu van der Poel est arrêté par la police australienne à la suite d'une altercation dans son hôtel avec deux adolescentes qui l'importunaient en frappant à la porte de sa chambre. Il est cependant libéré à 4 h du matin avant le début de la course. Par cause de fatigue physique mais surtout mentale, le coureur abandonne au trentième kilomètre. Accusé d'avoir bousculé les adolescentes, il est condamné à une amende de 1 500 dollars australiens. Deux mois et demi plus tard, la Justice australienne annule en appel cette condamnation.

#### 2023: victoires sur Milan-San Remo et Paris-Roubaix, double champion du monde en cyclo-cross et sur route

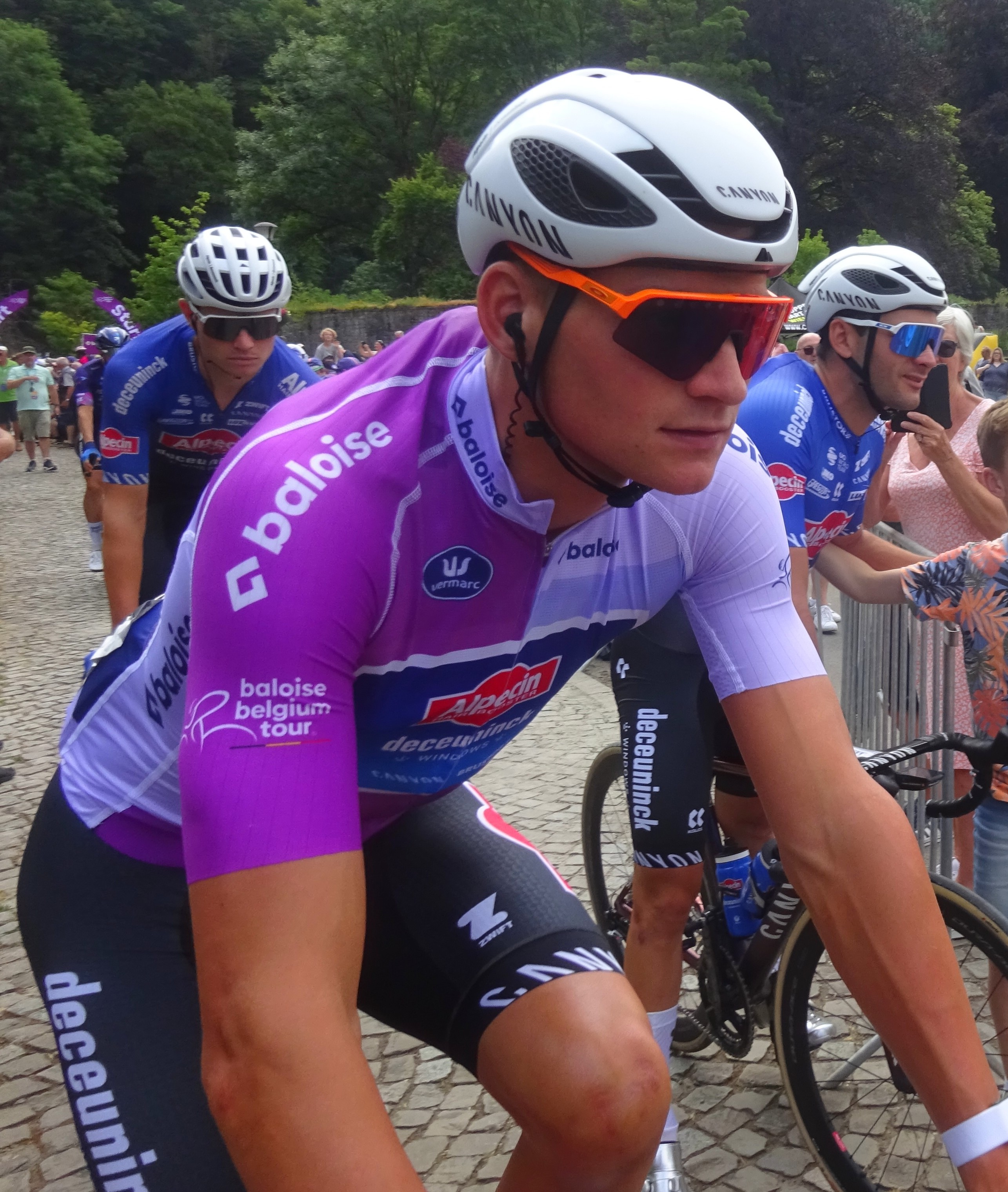
Mathieu van der Poel à Durbuy avec le maillot de leader du Tour de Belgique 2023.

Le 5 février, devant son public néerlandais de Hoogerheide, Mathieu van der Poel décroche son 5e titre de champion du monde de cyclo-cross au terme d'un nouveau duel d'anthologie avec Wout van Aert.
Le 18 mars, pour sa cinquième participation, il remporte en solitaire, Milan-San Remo après avoir attaqué dans les derniers mètres du Poggio. Il gagne ce Monument 62 ans après son grand-père Raymond Poulidor. Six jours plus tard, à l'E3 Saxo Bank Classic, il finit deuxième d'un sprint royal à trois, derrière Wout van Aert et devant Tadej Pogačar. Puis il échoue encore sur la deuxième marche du podium la semaine suivante au Tour des Flandres, derrière Pogačar.
Il renoue avec la victoire le 9 avril sur Paris-Roubaix, se retrouvant seul en tête à la suite d'une crevaison de Wout van Aert à la sortie du dernier secteur pavé important du Carrefour de l'Arbre, à 15 kilomètres de l'arrivée. Van der Poel devient ainsi le quatrième coureur à réaliser le doublé Milan-San Remo-Paris-Roubaix, après le Belge Cyrille Van Hauwaert en 1908, l'Irlandais Sean Kelly en 1986 et l'Allemand John Degenkolb en 2015.
Du 14 au 18 juin, il participe au Tour de Belgique dont il remporte le classement général en gagnant, après 36 km d'une échappée en solitaire, la 4e étape vallonnée se terminant au-dessus du Mur de Durbuy. Il participe aussi à la victoire de Jasper Philipsen dont il lance le sprint lors de la 1re étape.
Le mois suivant, il participe à son troisième Tour de France, où il est chargé de mener Jasper Philipsen lors des sprints. Il termine l'épreuve à la 57e place du classement général.
Le 6 août, il remporte en solitaire la course en ligne des championnats du monde de cyclisme sur route 2023 à Glasgow. Parti seul à l'attaque à 22,3 km de l'arrivée, il creuse un écart sur ses poursuivants (van Aert, Pogačar et Pedersen) malgré une chute à 16,5 km du terme. Il est ainsi le vainqueur de Milan-San Remo, de Paris-Roubaix et champion du monde, un exploit qu'Eddy Merckx lui-même n’avait jamais réussi à réaliser en une même année. Succédant au Belge Remco Evenepoel, il est aussi le premier Néerlandais champion du monde sur route depuis 38 ans et Joop Zoetemelk en 1985. Il devient enfin le premier cycliste champion du monde sur route et en cyclo-cross la même année.
Six jours plus tard, il participe au championnat du monde de VTT dans l'optique d'obtenir son ticket pour les jeux olympiques 2024 à Paris. Malheureusement, il chute dans le premier tour ce qui le contraint à abandonner.
Le 13 septembre, il termine quatrième du Grand Prix de Wallonie dont il était le tenant du titre. Trois jours plus tard, il remporte sa première course sur route avec le maillot arc-en-ciel sur les épaules en s'imposant à Haecht dans un sprint à six devançant Anthony Turgis et Florian Vermeersch lors de la Super 8 Classic, épreuve de l'UCI ProSeries. Cette course est la dernière de l'année sur route car il annonce peu après avoir mis fin à sa saison 2023 de cyclisme sur route.
Vainqueur de trois courses majeures (deux Monuments et la course en ligne des championnats du monde), il termine l'année 2023 sur route à la septième place du classement mondial UCI. Il se classe deuxième au classement du Vélo d'or 2023, battu de 12 points par Jonas Vingegaard, mais remporte le Trophée Eddy Merckx hommes comme meilleur coureur de classiques lors de ce même Vélo d'or.
Le 16 décembre, il entame sa saison de cyclo-cross à Herentals en remportant la course devant Tom Pidcock. Ensuite, il gagne les six autres courses auxquelles il participe jusqu'à la fin de l'année 2023.

#### 2024: triplé au Tour des Flandres et doublé à Paris-Roubaix
Mathieu van der Poel poursuit son invincibilité en cyclo-cross dès le 1er janvier en remportant le Grand Prix Sven Nys à Baal. Il gagne treize des quatorze cyclo-cross qu'il dispute au cours de l’hiver dont son sixième championnat du monde, disputé à Tábor le 4 février. Il reprend la compétition sur route le 16 mars en participant à Milan-San Remo qu'il a remporté l'année précédente. Sur la Primavera, il effectue un travail d'équipier en neutralisant les velleités offensives de Tadej Pogačar dans le Poggio au profit de Jasper Philipsen qui s'impose au sprint, van der Poel finissant dixième. Deux jours plus tard est officialisée la signature d'un nouveau contrat du Néerlandais avec Alpecin-Deceuninck qui se termine désormais à la fin de l'année 2028. Van der Poel s'engage également pour dix ans en tant qu'ambassadeur de la marque de cycles Canyon.
Il commence les classiques flandriennes par l'E3 Saxo Bank Classic. À un peu plus de 40 km de l'arrivée, il attaque et distance tous ses adversaires lors de la montée du Paterberg et s'impose avec 1 min 31 s d'avance sur le deuxième, Jasper Stuyven. Sur Gand-Wevelgem, une épreuve où la formation Lidl-Trek montre une supériorité collective, son chef de file Mads Pedersen est à l'offensive lors de la dernière ascension du mont Kemmel et van der Poel est le seul à pouvoir le suivre. Les deux coureurs terminent la course ensemble et Pedersen remporte la victoire après un sprint lancé à 300 mètres de la ligne d'arrivée.

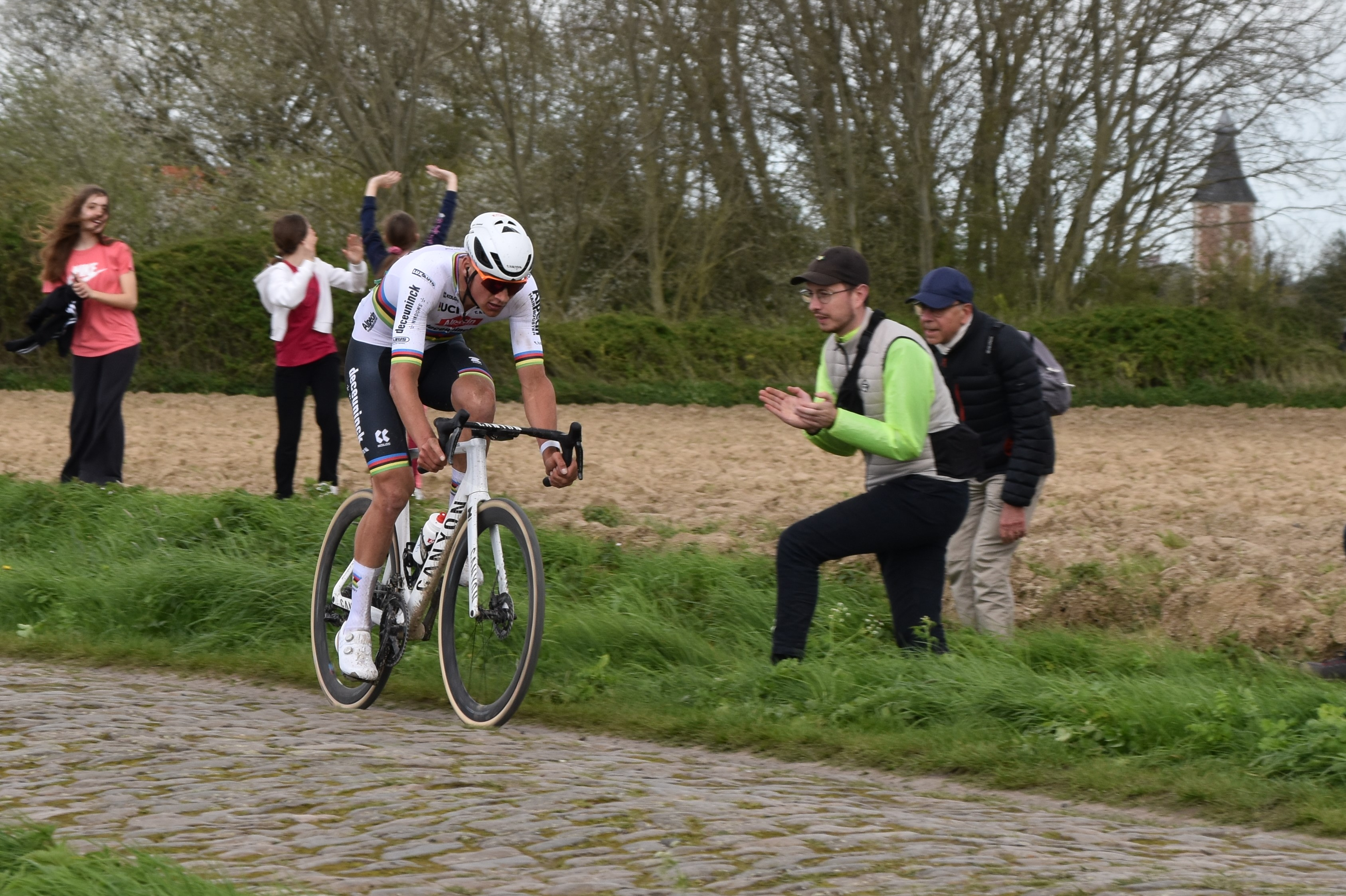
Mathieu van der Poel seul en tête dans le secteur pavé no 12 de Paris-Roubaix

Le 31 mars 2024, il remporte le Tour des Flandres après avoir effectué les 45 derniers kilomètres seul en tête depuis le Koppenberg,. Ce troisième succès, après 2020 et 2022, lui permet d'égaler le record de l'épreuve et de rejoindre notamment Tom Boonen ou encore Fabian Cancellara. Une semaine plus tard, le 7 avril, il remporte aisément Paris-Roubaix après une échappée en solitaire de près de 60 km depuis le secteur pavé d'Orchies et rejoint Roubaix avec un avantage de trois minutes sur le deuxième, son équipier Jasper Philipsen. C'est sa seconde victoire consécutive dans cette classique mythique et le sixième Monument à son palmarès, rejoignant ainsi des champions comme Francesco Moser, Moreno Argentin et Johan Museeuw. Il termine son printemps des classiques en participant pour la seconde fois de sa carrière à Liège-Bastogne-Liège. Pointé parmi les favoris, il ne peut toutefois suivre Tadej Pogačar dans la côte de la Redoute et se console en remportant le sprint du peloton pour la troisième place.
Ayant envisagé de participer aux Jeux olympiques de Paris 2024 à la fois en VTT cross-country et sur route, il annonce en mai se concentrer sur la seule course en ligne, après une participation au Tour de France. Sur cette épreuve, il se montre offensif dans la butte Montmartre mais ne peut empêcher la victoire de Remco Evenepoel et se classe douzième. Van der Poel renoue avec la victoire le 18 septembre en remportant la première étape du Tour de Luxembourg, une épreuve qu'il termine à la deuxième place du classement général. Le 29 septembre, il termine troisième de la course en ligne des championnats du monde sur route à Zurich dominée par un numéro en solo de Tadej Pogačar. Une semaine plus tard, entre Hal et Louvain, en Belgique, il remporte les championnats du monde de gravel. Lors de cette course, alors qu'il reste 40 kilomètres à parcourir, il s'échappe du groupe de tête avec le Belge Florian Vermeersch qu'il distance dans un faux-plat montant à 13 kilomètres de l'arrivée pour s'imposer en solitaire. Il endosse ainsi le huitième maillot arc-en-ciel de sa carrière professionnelle. Il opte à cette occasion pour un montage spécifique de son Canyon Grail, associant un cadre de gravel et une transmission de vélo de route,.
Au mois de décembre, Mathieu van der Poel annonce qu'il compte participer à onze cyclo-cross au cours de l'hiver et qu'il souhaite conquérir un septième maillot arc-en-ciel afin d'égaler le record de titres de champion du monde de la spécialité détenu par Eric De Vlaeminck. Il remporte sans coup férir les cinq premières courses qu'il dispute dont trois manches de la coupe du monde organisées à Zonhoven, Asper-Gavere et Besançon. Il doit cependant déclarer forfait pour les autres courses prévues à son programme en 2024 à la suite d'une blessure aux côtes.

#### 2025: septième titre de champion du monde de cyclocross, deuxième victoire sur Milan-San Remo et triplé à Paris-Roubaix

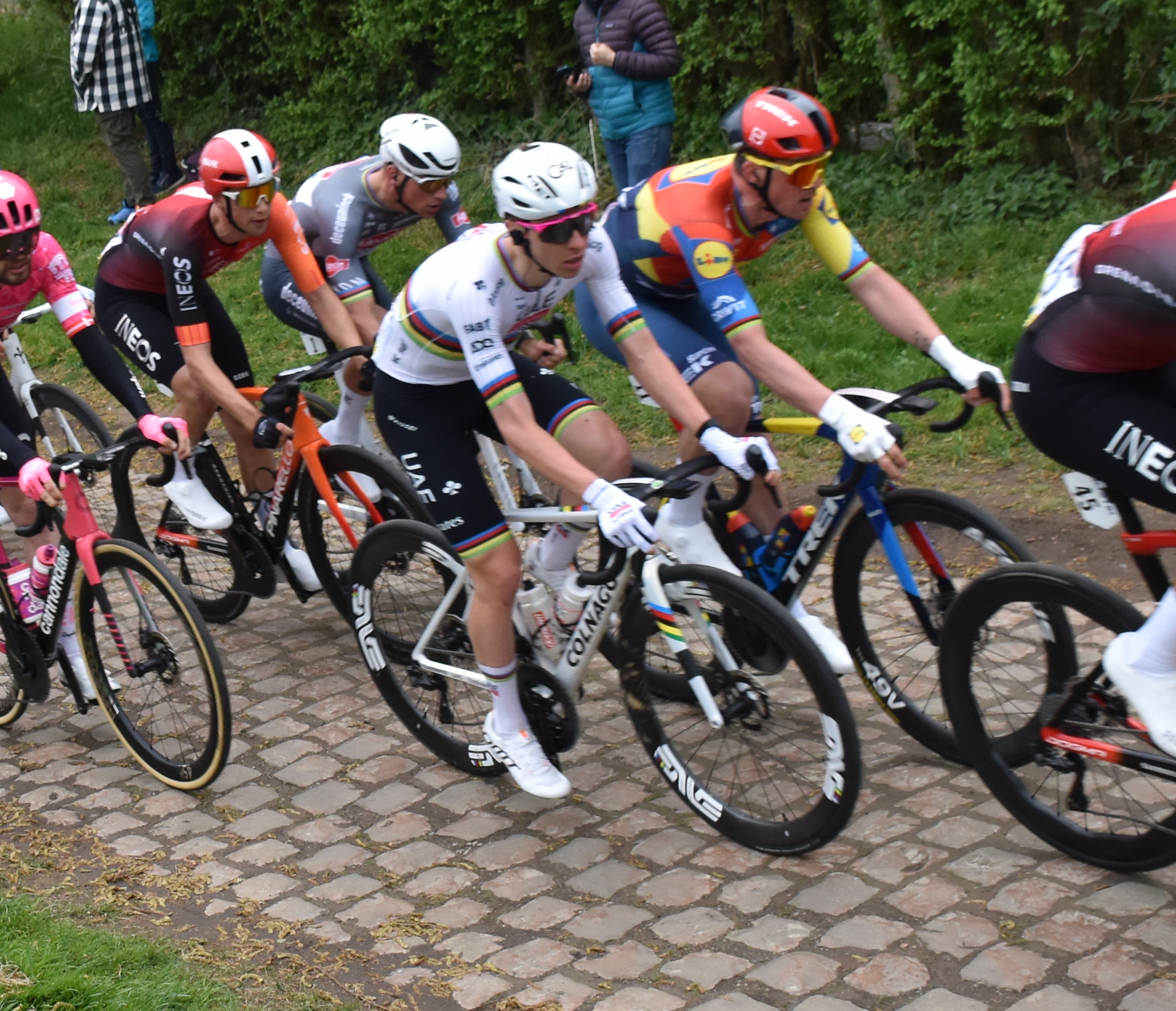
Mathieu van der Poel lors de Paris-Roubaix 2025

Le 5 janvier, Mathieu van der Poel présente son programme de cyclisme sur route pour 2025 à la presse. Il souhaite reprendre sa saison sur Paris-Nice avant de disputer plusieurs classiques au printemps dont ses trois grands objectifs : Milan-San Remo, le Tour des Flandres et Paris-Roubaix. Il exprime également la volonté de participer aux championnats du monde de VTT organisés en Suisse. Au cours du même mois, il gagne les manches de la Coupe du monde de cyclo-cross disputées à Maasmechelen et Hoogerheide. Le 2 février, à Liévin, il devient pour la septième fois champion du monde de cyclo-cross, égalant le record vieux de 52 ans d'Eric De Vlaeminck.
Le 4 mars, à la suite d’une décision prise peu de temps avant la course, sa saison sur route commence au Samyn par une première victoire acquise au sprint avec deux longueurs d'avance sur Paul Magnier. Le 22 mars, il remporte Milan-San Remo devant Filippo Ganna et Tadej Pogačar après 25 derniers kilomètres d'un duel somptueux avec le Slovène,. Après sa victoire lors de l'édition de 2023, le Néerlandais remporte cette course pour la deuxième fois de sa carrière et décroche son septième Monument,. Le 28 mars, il gagne l'E3 Saxo Bank Classic après une échappée en solitaire depuis le Vieux Quaremont à 40 kilomètres de l'arrivée,,.

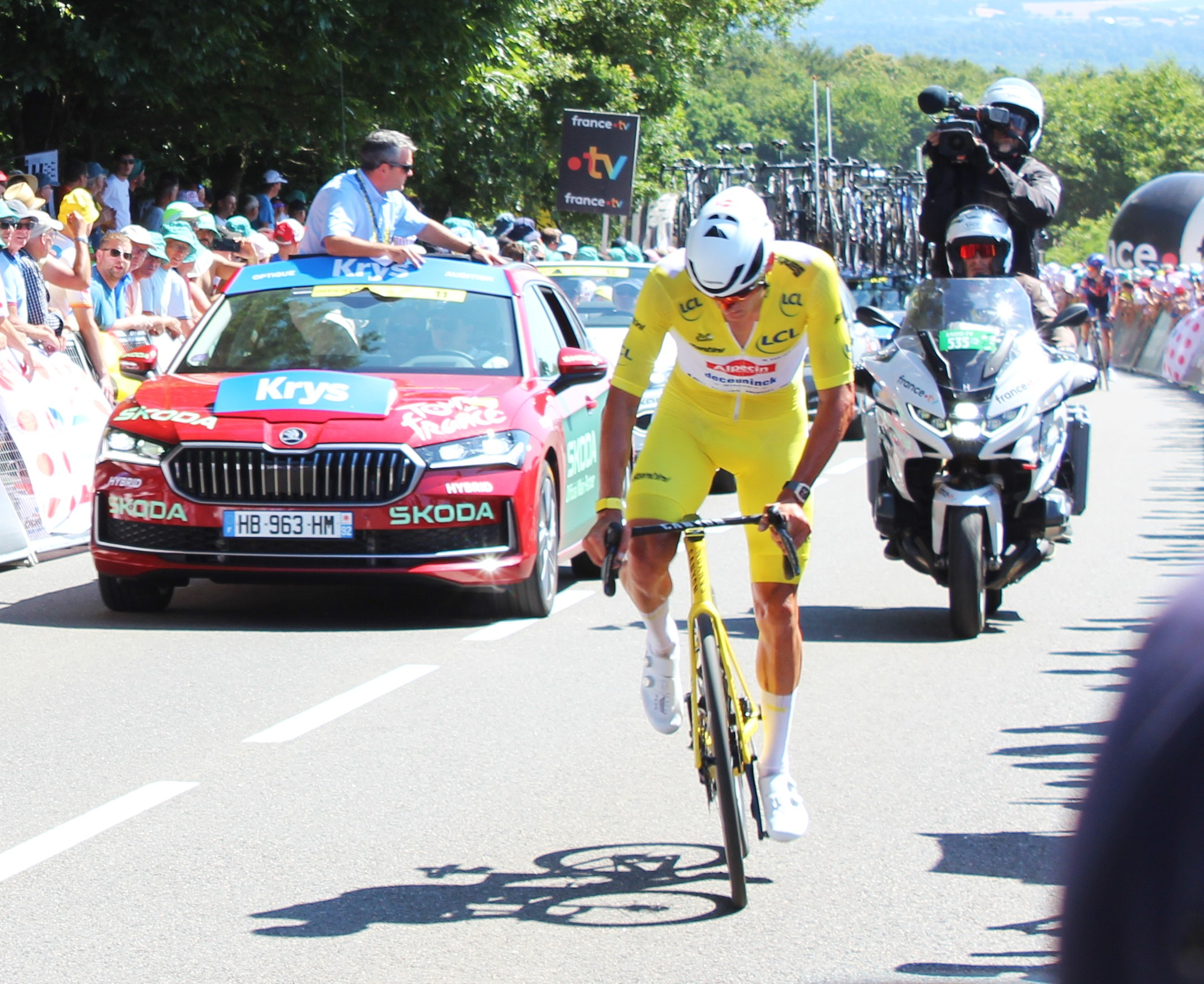
Mathieu van der Poel, maillot jaune lors de la 7e étape du Tour de France 2025

Le 6 avril, il est au départ du Tour des Flandres avec l'étiquette de favori au même titre que le champion du monde Tadej Pogačar et avec l'espoir de devenir le seul recordman de victoires. Sans doute affaibli par une chute dans la première moitié de course, il tient bon face aux attaques répétées de Pogačar mais ne peut suivre celui-ci dans le dernière montée du Vieux Quaremont, à 18 kilomètres de l'arrivée, et doit se contenter d'une troisième place, battu au sprint par Mads Pedersen. Le 13 avril, il remporte Paris-Roubaix devant Tadej Pogačar et Mads Pedersen, le troisième de sa carrière après 2023 et 2024,. Avec cette victoire, il gagne un huitième Monument et revient à hauteur du Slovène,. Jusque-là, seuls Octave Lapize (1909, 1910, 1911) et Francesco Moser (1978, 1979, 1980) avaient réussi l'exploit de remporter consécutivement à trois reprises Paris-Roubaix,.
Au départ du Tour de France, il fait partie du train qui permet à son équipier Jasper Philipsen de s'imposer lors de la 1re étape à Lille puis gagne la 2e étape avec un final en montée à Boulogne-sur-Mer devant Tadej Pogačar et Jonas Vingegaard. Cette victoire lui permet d'endosser le maillot jaune. Il doit céder ce maillot jaune à Pogačar à l'issue de la 5e étape disputée en contre-la-montre à Caen, le récupère dès le lendemain à Vire Normandie avec une seconde d'avance sur le Slovène mais le perd de nouveau vingt-quatre heures plus tard au terme de la 7e étape à Mûr-de-Bretagne. Malade durant la deuxième semaine, ses symptômes s'aggravent durant la deuxième journée de repos et une hospitalisation à Narbonne révèle qu'il souffre d'une pneumonie, ce qui le contraint à être non-partant lors de la 16e étape.

## Rivalités

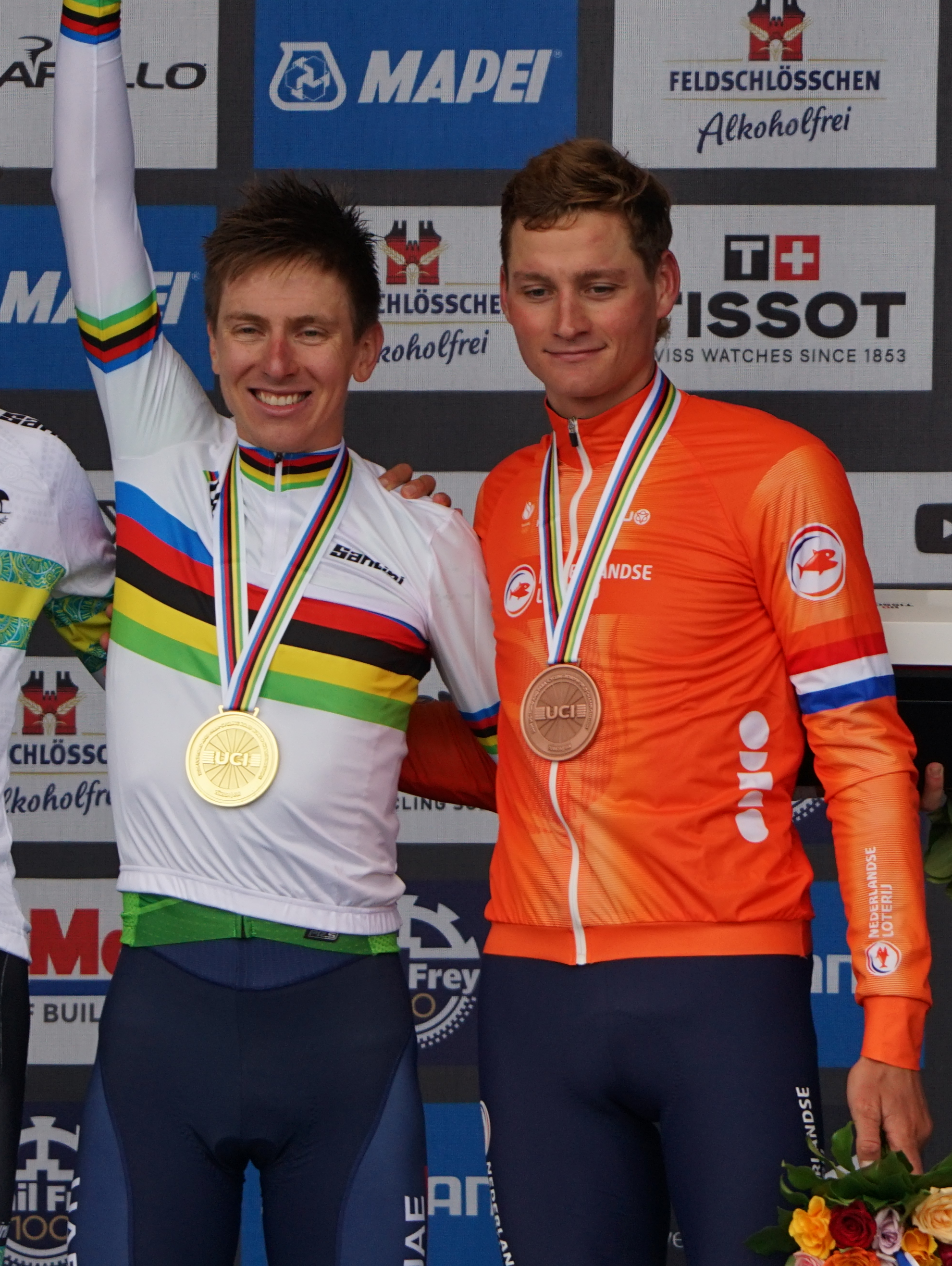
Tadej Pogačar (à gauche) et Van der Poel (à droite) sur le podium des championnats du monde 2024.

### Wout van Aert
Le Belge Wout van Aert et le Néerlandais Mathieu van der Poel sont nés à quatre mois d'écart dans la province d'Anvers en Belgique. Wout van Aert est l'aîné. Durant leur carrière sportive, en cyclo-cross comme sur route, une rivalité sportive les oppose et ce dès la catégorie espoirs. Au niveau élites, les deux coureurs remportent les six titres mondiaux entre 2015 et 2020 à raison de trois chacun, néanmoins van der Poel a l'ascendant dans cette discipline en remportant un total de sept titres entre 2015 et 2025. Cette rivalité se poursuit sur la route à partir de 2019 et s'accentue à la suite de Gand-Wevelgem 2020. Sur cette épreuve, van Aert et van der Poel figurent parmi un groupe de coureurs se jouant la victoire et terminent respectivement 8e et 9e. Après cette course, la rivalité se déplace sur le terrain médiatique, van Aert déclarant considérer que van der Poel s'est focalisé sur lui et a couru pour le faire perdre, ce que nie le Néerlandais.
Lors du Tour des Flandres qui suit, van der Poel s'impose devant van Aert à la photo-finish, après que les deux coureurs ont parcouru les 30 derniers kilomètres seuls en tête. En 2023, trois confrontations directes tournent à l'avantage de Mathieu van der Poel : à Milan-San Remo quand van der Poel lâche van Aert dans le Poggio pour gagner cette classique, à Paris-Roubaix, alors qu'ils sont seuls en tête, van Aert est victime d'une crevaison à 15 kilomètres de l'arrivée et doit laisser partir van der Poel vers la victoire et lors des championnats du monde 2023 à Glasgow, van Aert doit se contenter de la médaille d'argent de la course en ligne derrière van der Poel, champion du monde. Toutefois, van Aert remporte l'E3 Saxo Bank Classic 2023 dans un sprint à trois devant van der Poel et Pogačar.
Certains médias comparent cette rivalité sur les classiques avec d'autres qui ont marqué leur époque, à savoir Eddy Merckx contre Roger De Vlaeminck ou Tom Boonen contre Fabian Cancellara.

### Tadej Pogačar
Sur les classiques et championnats du monde, Van der Poel affronte comme principal rival le Slovène Tadej Pogačar. Les deux cyclistes sont considérés comme les coureurs de classiques dominants de leur génération : Pogačar compte neuf victoires dans les Monuments du cyclisme et van der Poel en compte huit, des totaux qui les placent loin devant tout autre cycliste de leur génération,. Bien que les deux coureurs aient fréquemment participé aux mêmes courses depuis 2020, la couverture médiatique de leur rivalité s'est accrue en 2025,,. En effet, leur domination est mise en évidence lors des classiques du printemps 2025, où le duo gagne les quatre Monuments : van der Poel s'impose sur Milan-San Remo et Paris-Roubaix, Pogačar terminant respectivement troisième et deuxième. De son côté, ce dernier remporte le Tour des Flandres devant van der Poel, puis gagne Liège-Bastogne-Liège où van der Poel est absent. Ils ont remporté chacun deux Monuments la même année de 2023 à 2025, une première dans l'histoire du cyclisme.

## Style et caractéristiques
Mathieu van der Poel a la particularité d'exceller dans trois disciplines du cyclisme : le cyclo-cross, le cyclisme sur route et le VTT (cross-country). Ainsi en 2018, il réussit la performance de gagner le titre national aux Pays-Bas dans les trois disciplines. De manière très logique, il rajoute à partir de 2022 une quatrième discipline, à l'intersection des trois autres : le gravel.
Sur route, il est considéré comme un puncheur-sprinteur et est l'un des plus grands spécialistes de l'histoire des classiques flandriennes. Il bénéficie d'une bonne pointe de vitesse et d'une agilité supérieure à la moyenne. Son explosivité en fait un coureur au profil idéal pour briller sur l'Amstel Gold Race et le Tour des Flandres. Il possède également une cadence de pédalage élevée qui retarde la fatigue musculaire et lui permet d'être plus véloce que ses adversaires. Sur un cyclo-cross (dont la durée est d'environ une heure), il est capable de partir très tôt seul en tête et de maintenir son effort pour résister à ses adversaires. Selon Steve Chainel, il doit cette résistance physique à sa pratique du VTT.
Il est doté d'une accélération fulgurante, produisant une puissance « bestiale » qui lui permet de distancer ses adversaires dans les courtes pentes les plus abruptes - comme lors du final des Strade Bianche 2021,- ou lors de sprint lancé quasi arrêté - comme lors du Tour des Flandres 2022 ou des mondiaux de cyclo-cross 2023.
Ses qualités de pilotage issues du cyclo-cross sont également reconnues. Il en fait notamment la démonstration lors de sa descente du Poggio sur San Remo en 2023, ou lors du Championnat du monde sur route 2023 où il s'impose détaché après un final sur un circuit technique et souvent détrempé tracé dans les rues de Glasgow.

## Palmarès et classements mondiaux

### Palmarès en cyclo-cross

#### Par saison
| - 2009-2010 - Coupe du monde cadets#4, Coxyde - Superprestige cadets #3, Gavre - Superprestige cadets #4, Hamme-Zogge - Superprestige cadets #5, Gieten - Superprestige cadets #6, Diegem - Superprestige cadets #7, Zonhoven - Superprestige cadets #8, Vorselaar - Trophée GvA cadets #3 - GP d'Hasselt, Hasselt - Trophée GvA cadets #4 - GP Rouwmoer, Essen - Trophée GvA cadets #5 - Azencross, Loenhout - Trophée GvA cadets #7 - Krawatencross, Lille - Horendonk Cyclo-cross cadets, Horendonk - Grand Prix de Pelt cadets, Neerpelt - Lochristi Cyclo-cross cadets, Lochristi - Breda Cyclo-cross cadets, Bréda - Ossendrecht Cyclo-cross cadets, Ossendrecht - Druivencross cadets, Overijse - Kiremko Nacht van Woerden cadets, Woerden - Langemark Cyclo-cross cadets, Langemark - Kasteelcross cadets, Zonnebeke - Grand Prix Eeklo cadets, Eeklo - Kleicross cadets, Lebbeke - 2e du championnat des Pays-Bas de cyclo-cross cadets - 2010-2011 - Champion des Pays-Bas de cyclo-cross cadets - Superprestige cadets #1, Ruddervoorde - Superprestige cadets #3, Hamme-Zogge - Superprestige cadets #4, Gavre - Superprestige cadets #5, Gieten - Superprestige cadets #8, Middelkerke - Vainqueur du Trophée Gazet van Antwerpen cadets - Trophée GvA cadets #1 - Cyclo-cross de la Citadelle, Namur - Trophée GvA cadets #2 - Koppenbergcross, Audenarde - Trophée GvA cadets #3 - GP d'Hasselt, Hasselt - Trophée GvA cadets #4 - GP Rouwmoer, Essen - Trophée GvA cadets #5 - Azencross, Loenhout - Trophée GvA cadets #6 - Grand Prix Sven Nys, Baal - Trophée GvA cadets #7 - Internationale Sluitingsprijs, Oostmalle - Steenbergcross cadets, Erpe-Mere - Cyclo-Cross Harderwijk cadets, Harderwijk - Grand Prix de Pelt cadets, Neerpelt - Cyclo-Cross Montfoort cadets, Montfoort - Cyclo-Cross Albrandswaard cadets, Albrandswaard - Cyclo-Cross Zingem cadets, Zingem - Cyclo-Cross Beesel cadets, Beesel - Cyclo-Cross Veldhoven I cadets, Veldhoven - Cyclo-Cross Rhenen cadets, Rhenen - Cyclo-Cross Hilversum cadets, Hilversum - Cyclo-Cross Veldhoven II cadets, Veldhoven - Cyclo-Cross Moergestel cadets, Moergestel - Cyclo-Cross Beernem cadets, Beernem - Cyclo-cross Huijbergen cadets, Huijbergen - Cauberg Cyclo-cross cadets, Fauquemont-sur-Gueule - 2011-2012 - Champion du monde de cyclo-cross juniors - Champion d'Europe de cyclo-cross juniors - Champion des Pays-Bas de cyclo-cross juniors - Vainqueur de la Coupe du monde juniors - Coupe du monde juniors #1, Tábor - Coupe du monde juniors #2, Coxyde - Coupe du monde juniors #3, Liévin - Coupe du monde juniors #4, Hoogerheide - Vainqueur du Superprestige juniors - Superprestige juniors #2, Zonhoven - Superprestige juniors #3, Hamme-Zogge - Superprestige juniors #4, Gavre - Superprestige juniors #5, Gieten - Superprestige juniors #6, Diegem - Superprestige juniors #7, Hoogstraten - Superprestige juniors #8, Middelkerke - Trophée GvA juniors #3 - GP d'Hasselt, Hasselt - Trophée GvA juniors #4 - GP Rouwmoer, Essen - Trophée GvA juniors #5 - Azencross, Loenhout - Trophée GvA juniors #6 - Grand Prix Sven Nys, Baal - Trophée GvA juniors #8 - Internationale Sluitingsprijs, Oostmalle - Steenbergcross juniors, Erpe-Mere - Vlaamse Industrieprijs Bosduin juniors, Kalmthout - Kiremko Nacht van Woerden juniors, Woerden - Druivencross juniors, Overijse - Cyclo-cross de la Citadelle juniors, Namur - Grand Prix Eric De Vlaeminck juniors, Heusden-Zolder - Cauberg Cyclo-cross juniors, Fauquemont-sur-Gueule - 2012-2013 - Champion du monde de cyclo-cross juniors - Champion d'Europe de cyclo-cross juniors - Champion des Pays-Bas de cyclo-cross juniors - Vainqueur de la Coupe du monde juniors - Coupe du monde juniors #1, Tábor - Coupe du monde juniors #2, Plzeň - Coupe du monde juniors #3, Coxyde - Coupe du monde juniors #4, Heusden-Zolder - Coupe du monde juniors #5, Rome - Coupe du monde juniors #6, Hoogerheide - Vainqueur du Superprestige juniors - Superprestige juniors #1, Ruddervoorde - Superprestige juniors #2, Zonhoven - Superprestige juniors #3, Hamme-Zogge - Superprestige juniors #4, Gavre - Superprestige juniors #5, Gieten - Superprestige juniors #6, Diegem - Superprestige juniors #7, Hoogstraten - Superprestige juniors #8, Middelkerke - Trophée Banque Bpost juniors #1 - GP Mario De Clercq, Renaix - Trophée Banque Bpost juniors #2 - Koppenbergcross, Audenarde - Trophée Banque Bpost juniors #3 - GP d'Hasselt, Hasselt - Trophée Banque Bpost juniors #4 - GP Rouwmoer, Essen - Trophée Banque Bpost juniors #5 - Azencross, Loenhout - Trophée Banque Bpost juniors #6 - Grand Prix Sven Nys, Baal - Trophée Banque Bpost juniors #7 - Krawatencross, Lille - Trophée Banque Bpost juniors #8 - Internationale Sluitingsprijs, Oostmalle - Cyclo-cross de Stabroek juniors, Stabroek - Vlaamse Industrieprijs Bosduin juniors, Kalmthout - Frankfurter Rad-Cross juniors, Francfort-sur-le-Main - Cyclo-cross Huijbergen juniors, Huijbergen - Cauberg Cyclo-cross juniors, Fauquemont-sur-Gueule - 2013-2014 - Champion des Pays-Bas de cyclo-cross espoirs - Boels Classic Internationale Cyclo-cross Heerlen, Heerlen - Vainqueur de la Coupe du monde espoirs - Coupe du monde espoirs #2, Tábor - Coupe du monde espoirs #3, Coxyde - Coupe du monde espoirs #5, Heusden-Zolder - Coupe du monde espoirs #6, Rome - Vainqueur du Superprestige espoirs - Superprestige espoirs #1, Ruddervoorde - Superprestige espoirs #3, Hamme-Zogge - Superprestige espoirs #5, Gieten - Superprestige espoirs #6, Diegem - Trophée Banque Bpost espoirs #1 - GP Mario De Clercq, Renaix - Cyclo-cross de Kalmthout espoirs, Kalmthout - Médaillé d'argent du championnat d'Europe espoirs - Médaillé de bronze du championnat du monde espoirs - 2014-2015 - Champion du monde de cyclo-cross - Champion des Pays-Bas de cyclo-cross - Coupe du monde #6, Hoogerheide - Vainqueur du Superprestige - Superprestige #1, Gieten - Superprestige #6, Diegem - Superprestige #7, Hoogstraten - Trophée Banque Bpost #8, Lille - Soudal Scheldecross, Anvers - Soudal Cyclocross Leuven, Louvain - Cyclocross van het Waasland, Saint-Nicolas - Boels Classic Internationale Cyclocross, Heerlen - 6e de la Coupe du monde espoirs - 2015-2016 - Champion des Pays-Bas de cyclo-cross - Coupe du monde #4, Namur - Coupe du monde #5, Heusden-Zolder - Coupe du monde #6, Lignières-en-Berry - Coupe du monde #7, Hoogerheide - Superprestige #6, Diegem - Superprestige #7, Hoogstraten - Superprestige #8, Middelkerke - Vlaamse Druivencross, Overijse - Cyclocross Otegem, Otegem - Kasteelcross Zonnebeke, Zonnebeke - 5e de la Coupe du monde - 2016-2017 - Champion des Pays-Bas de cyclo-cross - Coupe du monde #3, Fauquemont - Coupe du monde #5, Zeven - Coupe du monde #6, Namur - Vainqueur du Superprestige - Superprestige #1, Gieten - Superprestige #2, Zonhoven - Superprestige #3, Ruddervoorde - Superprestige #4, Gavre - Superprestige #6, Diegem - Superprestige #7, Hoogstraten - Superprestige #8, Middelkerke - Trophée des AP Assurances #3, Hamme - Trophée des AP Assurances #5, Anvers - Trophée des AP Assurances #8, Lille - Grand Prix du Brabant, Bois-le-Duc - Zilvermeercross, Mol - Druivencross, Overijse - Cyclocross Otegem, Otegem - Parkcross Maldegem, Maldeghem - Vestingcross Hulst, Hulst - SOUDAL Classics - Leuven - Médaillé d'argent du championnat du monde de cyclo-cross - Médaillé d'argent du championnat d'Europe de cyclo-cross - 8e de la Coupe du monde | - 2017-2018 - Champion d'Europe de cyclo-cross - Champion des Pays-Bas de cyclo-cross - Vainqueur de la Coupe du monde - Coupe du monde #1, Iowa City - Coupe du monde #2, Waterloo - Coupe du monde #3, Coxyde - Coupe du monde #4, Bogense - Coupe du monde #7, Heusden-Zolder - Coupe du monde #8, Nommay - Coupe du monde #9, Hoogerheide - Classement général du Superprestige - Superprestige #1, Gieten - Superprestige #2, Zonhoven - Superprestige #4, Ruddervoorde - Superprestige #6, Diegem - Superprestige #7, Hoogstraten - Superprestige #8, Middelkerke - Classement général du Trophée des AP Assurances - Trophée des AP Assurances #2, Audenarde - Trophée des AP Assurances #3, Hamme - Trophée des AP Assurances #4, Essen - Trophée des AP Assurances #5, Anvers - Trophée des AP Assurances #6, Loenhout - Trophée des AP Assurances #7, Baal - Trophée des AP Assurances #8, Lille - Brico Cross Eecklo, Eeklo - Brico Cross Berencross, Meulebeke - Brico Cross Polderscross, Kruibeke - Brico Cross Vestingcross Hulst, Hulst - Trek CXC Cup, Waterloo - Grand Prix du Brabant, Bois-le-Duc - Druivencross, Overijse - Cyclocross Otegem, Otegem - Internationale Sluitingsprijs, Oostmalle - Médaillé de bronze du championnat du monde de cyclo-cross - 2018-2019 - Champion du monde de cyclo-cross - Champion d'Europe de cyclo-cross - Champion des Pays-Bas de cyclo-cross - Classement général du Trophée des AP Assurances - Trophée des AP Assurances #2, Niel - Trophée des AP Assurances #3, Hamme - Trophée des AP Assurances #4, Anvers - Trophée des AP Assurances #5, Loenhout - Trophée des AP Assurances #6, Baal - Trophée des AP Assurances #7, Bruxelles - Trophée des AP Assurances #8, Lille - Classement général du Superprestige : - Superprestige #1, Gieten - Superprestige #2, Boom - Superprestige #3, Ruddervoorde - Superprestige #4, Gavre - Superprestige #5, Zonhoven - Superprestige #6, Diegem - Superprestige #7, Hoogstraten - Superprestige #8, Middelkerke - Coupe du monde #3, Berne - Coupe du monde #4, Tábor - Coupe du monde #5, Coxyde - Coupe du monde #6, Namur - Coupe du monde #7, Heusden-Zolder - Coupe du monde #9, Hoogerheide - Brico Cross Berencross, Meulebeke - Brico Cross Hotondcross - GP Mario De Clercq, Renaix - Brico Cross Vestingcross Hulst, Hulst - Ambiancecross, Wachtebeke - SOUDAL Classics-Waaslandcross, Saint-Nicolas - Cyclo Cross Gullegem, Gullegem - Cyclocross Otegem, Otegem - Brico Cross Maldegem, Maldeghem - 3e de la Coupe du monde - 2019-2020 - Champion du monde de cyclo-cross - Champion d'Europe de cyclo-cross - Champion des Pays-Bas de cyclo-cross - Coupe du monde de cyclo-cross #4, Tábor - Coupe du monde de cyclo-cross #5, Coxyde - Coupe du monde de cyclo-cross #6, Namur - Coupe du monde de cyclo-cross #7, Heusden-Zolder - Coupe du monde de cyclo-cross #9, Hoogerheide - Superprestige #4, Ruddervoorde - Superprestige #6, Diegem - Trophée des AP Assurances #2, Hamme - Trophée des AP Assurances #3, Courtrai - Trophée des AP Assurances #5, Loenhout - Trophée des AP Assurances #6, Baal - Trophée des AP Assurances #7, Bruxelles - Rectavit Series Jaarmarktcross, Niel - Rectavit Series Waaslandcross, Saint-Nicolas - Ambiancecross, Wachtebeke - Zilvermeercross, Mol - Druivencross, Overijse - Ethias Cross - Bredene, Bredene - Cyclocross Gullegem, Gullegem - Cyclocross Otegem, Otegem - Kasteelcross Zonnebeke, Zonnebeke - 3e du Trophée des AP Assurances - 2020-2021 - Champion du monde de cyclo-cross - Coupe du monde de cyclo-cross #2, Namur - Coupe du monde de cyclo-cross #4, Hulst - X²O Badkamers Trofee #3, Anvers - X²O Badkamers Trofee #5, Baal - X²O Badkamers Trofee #6, Hamme - Ethias Cross - Cyclocross Essen, Essen - Ethias Cross - Versluys Cyclocross, Bredene - Superprestige #7, Zolder - Cyclocross Gullegem, Gullegem - 2e de la Coupe du monde - 2022-2023 - Champion du monde de cyclo-cross - Coupe du monde de cyclo-cross #7, Hulst - Coupe du monde de cyclo-cross #8, Anvers - Coupe du monde de cyclo-cross #11, Gavre - Coupe du monde de cyclo-cross #13, Benidorm - Coupe du monde de cyclo-cross #14, Besançon - X²O Badkamers Trofee #4, Herentals - 6e de la Coupe du monde - 2023-2024 - Champion du monde de cyclo-cross - Coupe du monde de cyclo-cross #9, Anvers - Coupe du monde de cyclo-cross #10, Gavre - Coupe du monde de cyclo-cross #11, Hulst - Coupe du monde de cyclo-cross #12, Zonhoven - Coupe du monde de cyclo-cross #14, Hoogerheide - X²O Badkamers Trofee #3, Herentals - X²O Badkamers Trofee #4, Baal - X²O Badkamers Trofee #5, Coxyde - X²O Badkamers Trofee #6, Hamme - Exact Cross #3, Mol - Exact Cross #4, Loenhout - Superprestige #7, Diegem - 6e de la Coupe du monde - 2024-2025 - Champion du monde de cyclo-cross - Coupe du monde de cyclo-cross #6, Zonhoven - Coupe du monde de cyclo-cross #7, Gavre - Coupe du monde de cyclo-cross #8, Besançon - Coupe du monde de cyclo-cross #11, Maasmechelen - Coupe du monde de cyclo-cross #12, Hoogerheide - Superprestige #5, Mol - Exact Cross #5, Loenhout - 4e de la Coupe du monde |  |

#### Classements
| Épreuve / Édition        | 2014/2015 | 2015/2016 | 2016/2017 | 2017/2018 | 2018/2019 | 2019/2020 | 2020/2021 | 2021/2022 | 2022/2023 | 2023/2024 | 2024/2025 |
| Championnat du monde     | 1er       | 5e        | 2e        | 3e        | 1er       | 1er       | 1er       | —         | 1er       | 1er       | 1er       |
| Championnat d'Europe     | —         | —         | 2e        | 1er       | 1er       | 1er       | -         | —         | —         | —         | —         |
| Coupe du monde           | 25e       | 5e        | 8e        | 1er       | 3e        | 8e        | 2e        | 35e       | 6e        | 6e        | 4e        |
| Superprestige            | 1er       | 8e        | 1er       | 1er       | 1er       | 12e       | 11e       | —         | 12e       | 19e       | 17e       |
| Trofee veldrijden        | 10e       | 16e       | 11e       | 1er       | 1er       | 3e        | 8e        | —         | 14e       | 5e        | —         |
| Championnat des Pays-Bas | 1er       | 1er       | 1er       | 1er       | 1er       | 1er       | annulé    | —         | —         | —         | —         |

### Palmarès sur route

#### Par année
| - 2011 - Champion des Pays-Bas du contre-la-montre cadets - Druivenkoers Overijse cadets - 2012 - EPZ Omloop van Borsele Juniors - Acht van Bladel : - Classement général - 1re et 3e (contre-la-montre) étapes - Ronde des vallées - 2e de Remouchamps-Ferrières-Remouchamps - 3e du Grand Prix Bati-Metallo - 9e du championnat du monde sur route juniors - 2013 - Champion du monde sur route juniors - Champion des Pays-Bas sur route juniors - 1re étape de la Course de la Paix juniors - Isaac Kleeberg Challenge - Tour des Portes du Pays d'Othe : - Classement général - 1re et 2e étapes - 2e étape du Grand Prix Général Patton - Tour du Valromey : - Classement général - 1re et 4e étapes - Draai van de Kaai - Trophée Centre Morbihan : - Classement général - 1re étape - Grand Prix Rüebliland : - Classement général - 1re, 2e et 3e (contre-la-montre) étapes - 2e du Grand Prix Général Patton - 3e de la Course de la Paix juniors - 2014 - Tour du Limbourg - 1re étape du Tour de Liège - 3e étape du Tour Alsace - Baltic Chain Tour : - Classement général - 4e étape - 2e du Grand Prix Jean-Pierre Monseré - 10e du championnat du monde sur route espoirs - 2015 - 4e étape du Tour de Liège - 2016 - Ruddervoorde Koerse - 2017 - 2e étape du Tour de Belgique - Boucles de la Mayenne : - Classement général - 2e et 3e étapes - À travers le Hageland - 2e du Elfstedenronde - 2018 - Champion des Pays-Bas sur route - Boucles de la Mayenne : - Classement général - 1re étape - Tour du Limbourg - 1re et 4e étapes de l'Arctic Race of Norway - Médaillé d'argent du championnat d'Europe sur route - 2019 - 1re étape du Tour d'Antalya - Grand Prix de Denain - À travers les Flandres - 1re étape du Circuit de la Sarthe - Flèche brabançonne - Amstel Gold Race - 1re étape de l'Arctic Race of Norway - Tour de Grande-Bretagne : - Classement général - 4e, 7e et 8e étapes - 4e de Gand-Wevelgem - 4e du Tour des Flandres | - 2020 - Champion des Pays-Bas sur route - 7e étape de Tirreno-Adriatico - BinckBank Tour : - Classement général - 5e étape - Tour des Flandres - 2e de la Flèche brabançonne - 3e du Tour du Piémont - 3e de la Course des raisins - 4e du championnat d'Europe sur route - 6e de Liège-Bastogne-Liège - 9e de Gand-Wevelgem - 10e du Tour de Lombardie - 2021 - 1re étape du Tour des Émirats arabes unis - Strade Bianche - 3e et 5e étapes de Tirreno-Adriatico - 2e et 3e étapes du Tour de Suisse - 2e étape du Tour de France - Antwerp Port Epic-Sels Trophy - 2e du Tour des Flandres - 3e de l'E3 Saxo Bank Classic - 3e de Paris-Roubaix - 5e de Milan-San Remo - 8e du championnat du monde sur route - 2022 - 4e étape de la Semaine internationale Coppi et Bartali - À travers les Flandres - Tour des Flandres - Tour d'Italie : - Prix de la combativité - 1re étape - Grand Prix de Wallonie - 3e de Milan-San Remo - 4e de l'Amstel Gold Race - 9e de Paris-Roubaix - 2023 - Champion du monde sur route - Milan-San Remo - Paris-Roubaix - Tour de Belgique : - Classement général - 4e étape - Super 8 Classic - 2e de l'E3 Saxo Bank Classic - 2e du Tour des Flandres - 3e du championnat des Pays-Bas sur route - 2024 - E3 Saxo Bank Classic - Tour des Flandres - Paris-Roubaix - 1re étape du Tour de Luxembourg - 2e de Gand-Wevelgem - 2e du Tour du Luxembourg - Médaillé de bronze du championnat du monde sur route - 3e de Liège-Bastogne-Liège - 10e de Milan-San Remo - 2025 - Milan-San Remo - Paris-Roubaix - E3 Saxo Bank Classic - Le Samyn - 2e étape du Tour de France - 3e du Tour des Flandres |  |

#### Résultats sur les grands tours

##### Tour de France
5 participations
- 2021 : non-partant (9e étape), vainqueur de la 2e étape,  maillot jaune pendant six jours.
- 2022 : abandon (11e étape)
- 2023 : 57e
- 2024 : 96e
- 2025 : non-partant (16e étape), vainqueur de la 2e étape,  maillot jaune pendant quatre jours.

##### Tour d'Italie
1 participation
- 2022 : 57e, vainqueur du classement de la combativité, vainqueur de la 1re étape,  maillot rose pendant trois jours.

#### Classiques et grands championnats
Ce tableau présente les résultats de Mathieu van der Poel sur courses d'un jour de l'UCI World Tour auxquelles il a participé, ainsi qu'aux différentes compétitions internationales.
| Légende | Légende | Légende | Légende     | Légende | Légende              | Légende | Légende       |
| ------- | ------- | ------- | ----------- | ------- | -------------------- | ------- | ------------- |
| AB      | Abandon | HD      | Hors-délais | —       | Pas de participation | ×       | Pas d'épreuve |

| Année | Strade Bianche | Milan-San Remo (Mo) | E3 Saxo Bank Classic | Gand-Wevelgem | À travers la Flandre | Tour des Flandres (Mo) | Paris-Roubaix (Mo) | Amstel Gold Race | Liège-Bastogne-Liège (Mo) | Tour de Lombardie (Mo) | JO - course en ligne | Europe - course en ligne | Mondial - course en ligne |
| ----- | -------------- | ------------------- | -------------------- | ------------- | -------------------- | ---------------------- | ------------------ | ---------------- | ------------------------- | ---------------------- | -------------------- | ------------------------ | ------------------------- |
| 2018  | —              | —                   | —                    | —             | —                    | —                      | —                  | —                | —                         | —                      | x                    | 2e                       | —                         |
| 2019  | —              | —                   | —                    | 4e            | Vainqueur            | 4e                     | —                  | Vainqueur        | —                         | —                      | x                    | —                        | 43e                       |
| 2020  | 15e            | 13e                 | x                    | 9e            | x                    | Vainqueur              | x                  | x                | 6e                        | 10e                    | x                    | 4e                       | —                         |
| 2021  | Vainqueur      | 5e                  | 3e                   | —             | 58e                  | 2e                     | 3e                 | —                | —                         | —                      | —                    | —                        | 8e                        |
| 2022  | —              | 3e                  | —                    | —             | Vainqueur            | Vainqueur              | 9e                 | 4e               | —                         | —                      | x                    | —                        | AB                        |
| 2023  | 15e            | Vainqueur           | 2e                   | —             | —                    | 2e                     | Vainqueur          | —                | —                         | —                      | x                    | —                        | Vainqueur                 |
| 2024  | —              | 10e                 | Vainqueur            | 2e            | —                    | Vainqueur              | Vainqueur          | 22e              | 3e                        | —                      | 12e                  | 30e                      | 3e                        |
| 2025  | —              | Vainqueur           | Vainqueur            | —             | —                    | 3e                     | Vainqueur          | —                | —                         |                        | x                    |                          |                           |

#### Classements mondiaux
| Année                                 | 2014 | 2015 | 2016  | 2017 | 2018 | 2019 | 2020 | 2021 | 2022 | 2023 | 2024 |
| ------------------------------------- | ---- | ---- | ----- | ---- | ---- | ---- | ---- | ---- | ---- | ---- | ---- |
| Classement mondial                    |      |      | 1174e | 167e | 111e | 12e  | 4e   | 7e   | 9e   | 7e   | 5e   |
| UCI Europe Tour                       | 46e  | 270e | 794e  | 59e  | 14e  | 11e  | 4e   | 6e   | 9e   | 7e   | 4e   |
|                                       |      |      |       |      |      |      |      |      |      |      |      |
| Légende : nc = non classéSource : UCI |      |      |       |      |      |      |      |      |      |      |      |

### Palmarès en VTT

#### Jeux olympiques
- Tokyo 2020
  - abandon sur le cross-country

#### Championnats du monde
- 2017
  - 4e du championnat du monde de VTT marathon
- 2018
  -  Médaillé de bronze du championnat du monde de cross-country

#### Coupe du monde
- Coupe du monde de cross-country
  - 2018 : 2e du classement général, vainqueur de trois courses short track
  - 2019 : 2e du classement général, vainqueur de trois manches et de cinq courses short track
  - 2021 : 17e du classement général, vainqueur de deux courses short track

#### Championnats d'Europe
- 2019
  -  Champion d'Europe de cross-country

#### Championnats des Pays-Bas
- 2018
  -  Champion des Pays-Bas de cross-country

#### Autres compétitions UCI
- 2016
  - 2e étape de la Cyprus Sunshine Cup #1
  - GP Stad Beringen
- 2017
  - Classement général du Belgian Mountainbike Challenge
    - 1re et 2e étapes
- 2018
  - Classement général de La Rioja Bike Race
    - 1re, 2e et 3e étapes

  - Classement général du Belgian Mountainbike Challenge
    - Prologue, 1re, 2e et 3e étapes

### Palmarès en gravel
- Vénétie 2022
  -  Médaillé de bronze du championnat du monde de gravel
- Brabant flamand 2024
  -  Champion du monde de gravel[113]

## Distinctions
- Cycliste espoirs néerlandais de l'année : 2013
- Sportif espoirs néerlandais de l'année : 2013
- Koning Winter : 2015, 2017, 2018 et 2019
- Trophée Flandrien du cyclo-cross : 2015, 2017 et 2018
- Cycliste VTT néerlandais de l'année : 2017, 2018, 2019 et 2021
- Sportif néerlandais de l'année : 2019 et 2023
- Cycliste néerlandais de l'année : 2019, 2020, 2023 et 2024
- Trophée Eddy Merckx : 2023
- Trophée Flandrien international : 2023